# 圣诞节
聖誕節，又稱耶誕節，是基督教紀念耶稣降生的節日，主要慶祝於每年公曆的12月25日，而主顯節則大致定於公曆1月7日。其為基督教禮儀年曆的重要節日，部分教派會透過將臨期及平安夜來準備，並以八日慶典與禮儀節期延續慶祝。聖誕節也是許多國家和地區、尤其是西方國家等以基督教文化為主流之地區的公共假日；在教會以外的場合，聖誕節已轉化成一種民俗節日，並常與日期相近的公曆新年合稱「聖誕及新年季」。
由於耶穌的誕生日期無法確定，聖經上也無相關記載，所以在學術上認為聖誕節是以圣母领报（3月25日）的日期來推估，或是在基督教發展初期將古羅馬的農神節（羅馬多神信仰）轉化而來，當時社會上（如古羅馬的冬至）以該節日慶祝日照時間由短變長。西方教會在發展初期至4世紀前中期開始將聖誕節定在12月25日，而東方正教會稍晚以儒略曆定於1月7日，亞美尼亞教會則定在1月6日或1月19日。
在現代聖誕節同時兼具宗教節日與文化節慶的雙重功能，除了參與教會儀式與活動外，家戶、行號與街頭上也可見相關佈置，更是重要的商業活動時令；而過聖誕節的習慣，亦隨著近代西方國家的影響力而擴展到全世界。但在基督教並非主流宗教的地區（如東亞），除了當地的教會團體外，聖誕節經常被當作消費活動的名目，這種沒有宗教意義的商業民俗活動，不需要接受西方文化者也能自由參與，且如同西方國家的「聖誕及新年季」與公曆新年結合，過節時間拉長到數週，成為全年重要的購物和消費季之一。宗教上一脈相承的伊斯蘭教國家則更為特殊，雖然聖誕節在伊斯蘭教文化也是有意義的，並承認耶稣是先知，但視聖誕節為歪曲產物，不允許過聖誕有關的宗教活動，不過鑒於西方聖誕民俗活動多數已經失去宗教色彩，穆斯林則可以給予對方祝福、適當參加團聚活動亦可。猶太教的以色列也沒有這個節日。

## 名稱
聖誕節英語稱Christmas，即「基督彌撒」。有時又記為「Xmas」，但常有許多人誤以為是「X'mas」。“X”是希腊字母“Χ（Chi）”，是「基督」希臘語 （Christos）的首字母。以「Xmas」淡化聖誕節的宗教色彩是常見的誤解，荷蘭語名稱類似英語，稱Kerstmis，常縮短為Kerst，西班牙語稱Navidad，葡萄牙語稱Natal，波蘭語稱Boże Narodzenie，法語稱Noël，意大利語稱Natale，加泰羅尼亞語稱Nadal，意思是「誕生」，更清晰地反映聖誕節的意思。與此相對，德語稱為Weihnachten，意思為「神聖的夜晚」。
中文使用的「聖誕節」一詞，一般認為是清末來華傳教士的傳教用語，因為耶穌是西方聖人，而中國民間信仰裡凡是神明誕辰皆可稱聖誕，因此將此節日譯為聖誕節，或耶穌節。蔣介石政府執政時期，主管部門發出公文，表示中華文化中的聖人是至聖先師孔子、亞聖孟子，耶穌不是中華文化的一部分，應將聖誕節更名為耶誕節，為耶穌誕生日之意，至今名稱仍與聖誕節並用。

## 起源
早在公元二世紀，“最早期的教會記錄”顯示“基督徒們曾紀念和慶祝主的生日”。這些記錄是由“虔誠的全心奉獻給基督的普通信徒的觀察”得來的。“這個節日剛好和古代的光明節，猶太教節日（Festival of Light）的慶祝日期重合──當然這顯然不是一個偶然的巧合。”
公元221年，塞克斯塔斯·朱利叶斯·阿弗里卡纳斯，一个生活在公元二世纪到公元三世纪左右的基督徒、历史学家，在他的歷史著作中，將3月25日作爲耶穌的受孕日，這就暗示了耶穌的誕辰日是在12月份。這個記錄常被當做最早的有關耶穌生日是12月25日的證據。
聖誕節可能是基於古羅馬的農神節，該節日傳統慶祝時間是在12月17日──12月24日，及後羅馬皇帝圖密善（西元51–96年）故意把農神節改為12月25日舉行。
聖誕節也可能是基於古羅馬的太陽神節。在公元274年，羅馬的皇帝奥勒良在12月25日定制了一個節日，叫做 dies natalis solis invicti （未被征服的太陽或譯為無敵的太陽），在公元274年以前，這個節日有可能在不同的日子被慶祝。“傳統的太陽神節日期，被記錄在早期的帝國日曆上，曾經是8月8日，或者可能是8月9日，8月28日，和12月11日”。至西元313年，羅馬帝國西部皇帝君士坦丁大帝和東部皇帝李錫尼在梅蒂奧拉努（米蘭）發佈《米蘭敕令》，帝國全境對基督徒的迫害正式結束，基督教終於有了合法地位，並於公元四到五世紀開始，基督化了的羅馬帝國可能以聖誕節取代「無敵太陽誕生日」的節日。
聖誕節在聖經中沒有被記載下來的日期，但由於聖經或其他文獻皆提及耶穌的降生故事，所以還是有出生的記錄的；
- 馬太福音與路加福音，如下：

馬太福音（和合本）：
⋯⋯，18耶穌基督降生的事記在下面：他母親馬利亞已經許配了約瑟，還沒有迎娶，馬利亞就從聖靈懷了孕。19他丈夫約瑟是個義人，不願意明明的羞辱他，想要暗暗地把他休了。⋯⋯7當下，希律暗暗地召了博士來，細問那星是甚麼時候出現的，8就差他們往伯利恆去，說：「你們去仔細尋訪那小孩子，尋到了就來報信，我也好去拜他。」。9他們聽見王的話就去了。在東方所看見的那星忽然在他們前頭行，直行到小孩子的地方，就在上頭停住了。10他們看見那星，就大大的歡喜；11進了房子，看見小孩子和他母親馬利亞，就俯伏拜那小孩子，揭開寶盒，拿黃金、乳香、沒藥為禮物獻給他。12博士因為在夢中被主指示不要回去見希律，就從別的路回本地去了。13他們去後，有主的使者向約瑟夢中顯現，說：起來！帶著小孩子同他母親逃往埃及，住在那裡，等我吩咐你；因為希律必尋找小孩子，要除滅他。14約瑟就起來，夜間帶著小孩子和他母親往埃及去，15住在那裡，直到希律死了。這是要應驗主藉先知所說的話，說：我從埃及召出我的兒子來。16希律見自己被博士愚弄，就大大發怒，差人將伯利恆城裡並四境所有的男孩，照著他向博士仔細查問的時候，凡兩歲以內的，都殺盡了。17這就應了先知耶利米的話，說：18在拉瑪聽見號啕大哭的聲音，是拉結哭他兒女，不肯受安慰，因為他們都不在了⋯⋯
玛窦福音（思高本）：
⋯⋯，耶穌基督的誕生是這樣的：他的母親瑪利亞許配於若瑟後，在同居前，她因聖神有孕的事已顯示出來。  19她的丈夫若瑟，因是義人，不願公開羞辱她，有意暗暗地休退她。  20當他在思慮這事時，看，在夢中上主的天使顯現給他說：「達味之子若瑟，不要怕娶你的妻子瑪利亞，因為那在她內受生的，是出於聖神。  21她要生一個兒子，你要給他起名叫耶穌，因為他要把自己的民族，由他們的罪惡中拯救出來。」  22這一切事的發生，是為應驗上主藉先知所說的話：  23「看，一位貞女，將懷孕生子，人將稱他的名字為厄瑪奴耳，意思是：天主與我們同在。  24若瑟從睡夢中醒來，就照上主的天使所囑咐的辦了，娶了他的妻子； 25若瑟雖然沒有認識她，她就生了一個兒子，給他起名叫耶穌。
1當黑落德為王時，耶穌誕生在猶大的白冷；看，有賢士從東方來到耶路撒冷，  2說：「纔誕生的猶太人君王在那裡？我們在東方見到了他的星，特來朝拜他。」  3黑落德王一聽說，就驚慌起來，全耶路撒冷也同他一起驚慌。  4他便召集了眾司祭長和民間的經師，仔細考問他們：默西亞應當生在那裡。  5他們對他說：「在猶大的白冷，因為先知曾這樣：  6『你猶大地白冷啊！你在猶大的郡邑中，決不是最小的，因為將由你出來一位領袖，他將牧養我的百姓以色列。』」  7於是黑落德暗暗把賢士叫來，仔細詢問他們那星出現的時間；  8然後打發他們往白冷去，說：「你們去仔細尋訪嬰孩，幾時找到了，給我報信，好讓我也去朝拜他。」  9他們聽了王的話，就走了。看，他們在東方所見的那星，走在他們前面，直至來到嬰孩所在的地方，就停在上面。  10他們一見到那星，極其高興歡喜。  11他們走進屋內，看見嬰兒和他的母親瑪利亞，遂俯伏朝拜了他，打開自己的寶匣，給他奉獻了禮物，即黃金、乳香和沒藥。  12他們在夢中得到指示，不要回到黑落德那裡，就由另一條路返回自己的地方去了。  13他們離去後，看，上主的天使托夢顯於若瑟說：「起來，帶著嬰孩和他的母親逃往埃及去，住在那裡，直到我再通知你，因為黑落德即將尋找這嬰孩，要把他殺掉。」  14若瑟便起來，星夜帶了嬰孩和他的母親，退避到埃及去了。  15留在那裡，直到黑落德死去。就應驗了上主藉先知所說的話：「我從埃及召回了我的兒子。」  16那時，黑落德見自己受了賢士們的愚弄，就大發忿怒，依照他由賢士們所探得的時期，差人將白冷及其周圍境內所有兩歲及兩歲以下的嬰兒殺死，  17於是應驗了耶肋米亞先知所說的話：  18『在辣瑪聽到了聲音，痛哭哀號不止；辣黑耳痛哭她的子女，不願受人的安慰，因為他們不在了。』

路加福音（和合本）：
⋯⋯，26到了第六個月，天使加百列奉神的差遣往加利利的一座城去，這城名叫拿撒勒，27到一個童女那裡，是已經許配大衛家的一個人，名叫約瑟。童女的名字叫馬利亞；28天使進去，對他說：蒙大恩的女子，我問你安，主和你同在了！29馬利亞因這話就很驚慌，又反覆思想這樣問安是什麼意思。30天使對他說：馬利亞，不要怕！你在神面前已經蒙恩了。31你要懷孕生子，可以給他起名叫耶穌。32他要為大，稱為至高者的兒子；主神要把他祖大衛的位給他。33他要作雅各家的王，直到永遠；他的國也沒有窮盡。34馬利亞對天使說：我沒有出嫁，怎麼有這事呢？35天使回答說：聖靈要臨到你身上，至高者的能力要蔭庇你，因此所要生的聖者必稱為神的兒子（或作：所要生的，必稱為聖，稱為神的兒子）。36況且你的親戚以利沙伯，在年老的時候也懷了男胎，就是那素來稱為不生育的，現在有孕六個月了。37因為，出於神的話，沒有一句不帶能力的。38馬利亞說：我是主的使女，情願照你的話成就在我身上。天使就離開他去了。⋯⋯1當那些日子，該撒亞古士督有旨意下來，叫天下人民都報名上冊。2這是居里扭作敘利亞巡撫的時候，頭一次行報名上冊的事。3眾人各歸各城，報名上冊。4約瑟也從加利利的拿撒勒城上猶太去，到了大衛的城，名叫伯利恆，因他本是大衛一族一家的人，5要和他所聘之妻馬利亞一同報名上冊。那時馬利亞的身孕已經重了。6他們在那裡的時候，馬利亞的產期到了，7就生了頭胎的兒子，用布包起來，放在馬槽裡，因為客店裡沒有地方。8在伯利恆之野地裡有牧羊的人，夜間按著更次看守羊群。9有主的使者站在他們旁邊，主的榮光四面照著他們；牧羊的人就甚懼怕。10那天使對他們說：不要懼怕！我報給你們大喜的信息，是關乎萬民的；11因今天在大衛的城裡，為你們生了救主，就是主基督。12你們要看見一個嬰孩，包著布，臥在馬槽裡，那就是記號了。13忽然，有一大隊天兵同那天使讚美神說：14在至高之處榮耀歸與神！在地上平安歸與他所喜悅的人（有古卷作：喜悅歸與人）！15眾天使離開他們，升天去了。牧羊的人彼此說：我們往伯利恆去，看看所成的事，就是主所指示我們的。16他們急忙去了，就尋見馬利亞和約瑟，又有那嬰孩臥在馬槽裡；17既然看見，就把天使論這孩子的話傳開了。18凡聽見的，就詫異牧羊之人對他們所說的話⋯⋯

路加福音（思高本）
26到了第六個月，天使加俾額爾奉天主差遣，往加里肋亞一座名叫納匝肋的城去，  27到一位童貞女那裡，她已與達味家族中的一個名叫若瑟的男子訂了婚，童貞女的名字叫瑪利亞。  28天使進去向她說：「萬福！充滿恩寵者，上主與你同在！」【在女人中你是蒙祝福的。】  29她卻因這話驚惶不安，便思慮這樣的請安有什麼意思。  30天使對她說：「瑪利亞，不要害怕，因為你在天主前獲得了寵幸。  31看，你將懷孕生子，並要給他起名叫耶穌。  32他將是偉大的，並被稱為至高者的兒子，上主天主要把他祖先達味的御座賜給他。  33他要為王統治雅各伯家，直到永遠；他的王權沒有終結。」  34瑪利亞便向天使說：「這事怎能成就？因為我不認識男人。」  35天使答覆她說：「聖神要臨於你，至高者的能力要庇廕你，因此，那要誕生的聖者，將稱為天主的兒子。  36且看，你的親戚依撒伯爾，她雖在老年，卻懷了男胎，本月已六個月了，她原是素稱不生育的，  37因為在天主前沒有不能的事。」  38瑪利亞說：「看！上主的婢女，願照你的話成就於我罷！」天使便離開她去了。
1那時凱撒奧古斯都出了一道上諭，叫天下的人都要登記：  2這是在季黎諾作敘利亞總督時，初次行的登記。  3於是，眾人各去本城登記。  4若瑟因為是達味家族的人，也從加里肋亞納匝肋城，上猶大名叫白冷的達味城去，  5好同自己已懷孕的聘妻瑪利亞去登記。  6他們在那裡的時候，她分娩的日期滿了，  7便生了她的頭胎男兒，用襁褓裹起，放在馬槽裡，因為在客棧中為他們沒有地方。  8在那地區有些牧人露宿，守夜看守羊群。  9有上主的一個天使站在他們身邊，上主的光耀環照著他們，他們便非常害怕。  10天使向他們說：「不要害怕！看！我給你們報告一個為全民族的大喜訊：  11今天在達味城中，為你們誕生了一位救世者，他是主默西亞。  12這是給你們的記號：你們將要看見一個嬰兒，裹著襁褓，躺在馬槽裡。」  13忽有一大隊天軍，同那天使一起讚頌天主說：  14「天主受享光榮於高天，主愛的人在世享平安！」  15眾天使離開他們往天上去了以後，牧人們就彼此說：「我們且往白冷去，看看上主報告給我們所發生的事。」  16他們急忙去了，找到了瑪利亞和若瑟，並那躺在馬槽中的嬰兒。  17他們看見以後，就把天使對他們論這小孩所說的事，傳揚開了，  18凡聽見的人都驚訝牧人向他們所說的事。
上述文本中耶穌的誕生之日未被提及，所以曾有許多不同的日期被建議用來紀念耶穌誕辰，但為什麼用12月25日來紀念最終會被廣泛接受，依然沒有一個合理的解釋。下面列舉了各種可能的原因：
- 密特拉教與基督教的關係。在公元3世紀密特拉信仰鼎盛時，圣诞节与密特拉的关系最奇特，因为这一节日（按现行格里历是12月25日）在羅馬帝國時代原是密特拉神的生日。新約和一些最古老的諾斯替派文獻並沒有記載耶稣的出生日期，如愛任紐和特土良都未提及。關於聖誕節期最早的記載來自公元200年左右的亞歷山大，其時亞歷山太的革利免稱，有些埃及神學家不僅對基督的生年，同時也對他的生日過分好奇1，並把這個生日定在奧古斯都在朝的第二十八年 Pachon 月25日（即陽曆5月20日）。325年的第一次尼西亞公會議時亞歷山太的教會確定了dies Nativitatis et Epiphaniae（聖誕節和主顯節的日期）。在12月慶祝的聖誕於五世紀時傳入埃及。在耶路撒冷，來自波爾多的朝聖者 Egeria（亦稱 Silvia）見證聖燭節（聖誕後四十日）是在1月6日後的四十日，而當地聖誕應為一月六日。在安提阿，公元386年前后金口聖若望呼籲教會統一在12月25日慶祝基督誕辰，其中一部分人在其他日子慶祝這一節期至少已經十年。

## 慶祝日期
《聖經》沒有詳細記載耶穌的降生日期，基督教各教派使用的历法不同，因此他们庆祝圣诞节的日期也不同。:30
對於大部分以天主教會和新教為主的西方世界基督徒來說，聖誕節是12月25日；而在科普特、耶路撒冷、白俄罗斯、埃塞俄比亚（称为“主显节”）、俄罗斯、北马其顿、塞尔维亚（包括波士尼亞與赫塞哥維納塞族共和國）、格鲁吉亚等東正教地區，聖誕節則是1月7日。這與東正教會沒有接受公曆改革和接受儒略曆有關，因此把圣誕節在1900年到2099年的這一段時間內將延遲到1月7日。普世牧首區、安條克牧首區、亞歷山大牧首區、希臘、阿爾巴尼亞、保加利亚和罗马尼亚等大多數东正教會教区，圣诞节日期上使用儒略改革曆，遵循西欧习惯为12月25日，至於復活節則仍然遵从东正教习惯。乌克兰於2017年開始把12月25日定為國家假日，並於2023年正式使用儒略改革曆將聖誕節定為12月25日，但仍保留1月7日作為國家假日。
亚美尼亚是1月6日，称为“圣灵节”。亚美尼亚教會更關注主顯節，而不是圣誕節。

## 习俗与庆祝
聖誕习俗数量众多，包括世俗、宗教、国家、圣诞相关，国与国之间差别很大。甚至大部分人熟悉的圣诞符号及活动，如圣诞火雞、圣诞柴、冬青、槲寄生、聖誕花圈以及互赠礼物，都是基督教传教士从早期Asatru异教的冬至假日Yule里吸收而来，根本上是歐洲傳統的異教習俗。对冬至的庆祝早在基督教到达北欧之前就在那里广为进行了，今天圣诞节一词在斯堪的纳维亚语里依然是异教的jul（或yule）。圣诞树也不是基督教的，被认为最早在日耳曼一帶（今日德國地區，當時還是分裂的城邦）被發明出來，後來為各不同地方所沿用至節日裡面。
因為教宗額我略一世没有试图去禁止流行的异教节日，而是允许基督教的教士对它们赋予基督教的意义重新解释，所以聖誕節中被允許有多神異教的物品和象徵。他允许了大部分的习俗继续存在，只是稍加修正，甚至保持原样2。宗教及政府当局与庆祝者之间的交易使圣诞节得以继续。在基督教神权统治繁荣的地区，如克伦威尔治下的英格兰和早期新英格兰殖民地，庆祝活动是被禁止的3。在俄国革命後，聖誕庆祝被苏联苏维埃共产党政权禁止了75年。即使在现今一些基督教派里的基要派和清教徒组织、还有一些基督教系新興宗教如耶和華見證人，仍旧把圣诞节看作没有圣经认可的异教徒节日，并拒绝庆祝。

### 民间习俗
自从聖誕庆祝习俗在北欧流行後，结合着北半球冬季的聖誕装饰和圣诞老人傳說出现了。

#### 圣诞老人和他带来的礼物

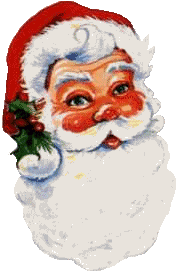
经典的快乐圣诞老人是在1930年由可口可樂公司所設計

聖誕節送礼物已经接近成为一个全球通行的习惯了。神秘人物带给小孩子们礼物的概念衍生自圣尼古拉斯，尼古拉斯是一位4世纪生活在小亚细亚的好心主教。荷兰人在圣尼古拉斯节（12月6日）模仿他送礼物。在北美洲，英国殖民者把这一传统融入圣诞假期的庆祝裡，而Sinterklaas也就相应的成为圣诞老人或者称为Saint Nick（圣尼克）的人物了。在英籍美国人的传统中，圣诞老人总是快活的在聖誕前夜乘着驯鹿拉的雪橇到来，从烟囱爬进屋内，留下给孩子们的礼物，吃掉孩子们为他留下的食物。他在一年中的其他时间里忙于制作礼物和监督孩子们的行为并记录下来。
法语中聖誕老人叫做Père Noel（與聖誕老人几乎完全一样），其红白相间的衣服曾经使可口可乐公司获得灵感，在1930年代画出了传遍世界的圣诞老人形象。在一些文化中，圣诞老人身旁跟随着Knecht Ruprecht，或是称作“黑彼得”（Black Peter）的家伙。一些版本中，玩具作坊里的侏儒制作了节日礼物，有时聖誕老人与圣诞夫人是夫妻。在聖誕季期间的北美和英國超市，都有小孩可向其要礼物的聖誕老人出现。
在许多国家里，孩子们准备好空的容器，以便圣诞老人可以装进一些小礼物，如玩具，糖果或水果。在美国，孩子们於平安夜在壁炉上悬挂圣诞袜，因为圣诞老人说过要在圣诞前夜从烟囱下来把礼物放到袜子里。在其他国家，孩子们把空鞋放到户外，以便圣诞老人可以在圣诞前夜（或圣尼古拉斯日前夜12月5日）赠送礼物。赠送礼物不单单是指圣诞老人，家庭成员和朋友也互相给予礼物。

#### 送礼时间
在许多国家，圣尼古拉斯日仍然是互赠礼物的日子。德国很多地方，12月25日晚上，小孩儿们把襪子拿出放在窗台上，第二天早上他们将发现襪子里放满了糖果和小礼物。在德国，主要的送礼日期是12月24日，圣诞老人带来礼物或放在圣诞树下。在匈牙利也是如此，只是送礼的人是「小耶和华」，而不是圣诞老人。
在很多地区，包括荷兰，圣诞假日仍然保存了它的宗教性质。而在西班牙和其他一些有相似传统的国家里，在1月6日主显节送礼物的人则是祭司（Magi），算命人和异教牧师。
歌曲《圣诞十二日》道出了其中一個送禮習俗。當中描述了英國人傳統上會從聖誕節到顯現節每天互送禮物慶祝。在世界大部份地方，聖誕禮物都是在平安夜晚上或聖誕節早上送出的。直至不久以前，英國人都是於節禮日送禮給朋友的。

#### 圣诞卡
聖誕卡的起源是一八四四年時，英國女王維多利亞和阿爾伯特親王在倫敦的溫莎堡慶祝聖誕節，他們寫信邀請貴族的兒童到溫莎堡參加聖誕節宴會，並在邀請卡上寫了一些祝福的詞句。後來大家紛紛仿效，在卡片寫上祝福的詞句來互相祝賀聖誕節和新年，因此人們開始在聖誕節互贈聖誕卡，以表達祝福和關懷。
到了十九世紀末期，英國有位名叫亨高爾的青年，他是一家雕刻店的學徒。有一年的聖誕節，亨高爾因為工作繁忙，沒時間寫信祝福家人和朋友，就請一位很有名的畫家，在白紙上畫出美麗的圖案，最後，亨高爾在紙片中央，寫著「恭祝聖誕，恭賀新年！」的祝賀詞，就成了一張很別緻的聖誕卡。聖誕卡在美国和欧洲很流行，也視為维持远方亲朋好友关系的方式之一。许多家庭随贺卡带上年度家庭合照或家庭新闻（家庭新闻一般包括家庭成员在过去一年的优点特长等内容）。

#### 圣诞装饰
在西方国家里，聖誕節也是一个家庭团聚和喜庆的节日，通常会装飾圣诞树，以增加节日的欢乐气氛。聖誕树一般是用杉柏之类的常绿树做成，象征生命长存。树上装饰着各种灯烛、彩花、玩具、星星，挂上各种聖誕礼物。聖誕之夜，人们围着聖誕树唱歌跳舞，尽情欢乐。
聖誕佈置包括掛上各式圣诞装饰和圣诞灯的圣诞树，户内以花环和常绿植物加以装饰，特别的冬青和槲寄生是传统采用的材料。在南北美洲和少数欧洲地区，传统上户外以灯光装饰，包括用灯火装饰的雪橇、雪人和其他圣诞形象。當中樹頂的星星表示基督的榮光及帶領東方博士到基督降生地的星，金色彩帶表示榮耀，銀/白色彩帶表示其聖潔，紅色彩帶表示基督為人所流的血。
传统的圣诞花是猩猩木（別名一品紅、聖誕紅，花色有猩紅、粉紅、乳白等）。圣诞植物还包括冬青、红孤挺花、圣诞仙人掌。
一般来说，市政当局也会对圣诞装饰加以支持，在街道悬挂圣诞标语或者是在广场放置圣诞树。呈現耶稣降生场景的馬槽佈置在聖誕節也很常見，但因馬槽有明顯的宗教意涵，近年政府及商業機構通常只會佈置聖誕樹，而不會有馬槽佈置。
在美国，曾因为政府機構的装饰包括了宗教主题而被多次起诉，控方认为这是政府认可某种特定宗教行为，违反了宗教自由。

#### 社会方面和娱乐
很多国家里，商业机构，学校以及组织团体会在圣诞节前几周举行圣诞聚会和舞会。一些组织还会有圣诞游行表演，表演有时会包括基督降生的故事。一些团体还会有露天唱诗活动，如访问邻居家歌唱圣诞歌曲。有些人想用假日唤起人关注人与人之间的关系，参与特别的义工工作，或是进行慈善筹款活动。
在聖誕節或平安夜，人们经常会准备一盘丰盛的圣诞大餐来享用，一般都是所在国家里的传统菜色。很多地区，特别是东欧，家庭聖誕大餐前人们会禁食一阵。很多国家里，糖果和宴请也是聖誕庆祝的重要一部分。傳說一位希望見證耶穌的糖果商人，發明拐杖糖，因倒轉的拐杖與拉丁字母中的“J”相似，以表示“Jesus”的字首。

### 宗教习俗及庆祝
宗教庆祝是以將临期（降临节）开始的，將临期是对大约在11月尾基督降生预期的庆祝，將临期教会会有特别的活动或仪式。一般包括降临节颂歌，这段时间内使用將临期历庆祝，期间还会向儿童发送糖果和巧克力。在圣诞节前，教会会在教堂安排用许多圣诞活动，唱诗班也会在教堂里演唱圣诞歌曲。在平安夜和聖誕節，特别活动包括子夜弥撒（天主教會）。
其他宗教信仰也会乘聖誕假日期间庆祝他们各自的冬季庆典。最明显的例子就是犹太教的光明节，在21世纪的今天，家庭成员在光明节内也开始互赠礼物了。
聖誕節同时也合理的为伊斯兰世界接受，因为耶稣在伊斯兰教裡也是一位先知，庆祝他的降生是没有理由被拒绝的。聖誕節的世俗庆祝对在西方国家的穆斯林们来说已经变得非常普遍了。

## 地区习俗与庆祝

### 北欧
在瑞典，传统上，公司会在圣诞节前一星期，邀请员工参加一个圣诞自助午餐（julbord或jullunch）。为防聖誕節期间食物中毒，瑞典报纸每年都不遗余力地作一些和实验室试验有关的报道，警告市民冷肉和蛋黄酱等食材，不要放在室温下以防变质。聖誕節在瑞典任何一个地方都是享受美食的时节，聖誕節盛宴上的重点以烘烤火腿为主，但在哪一天享用，則各處鄉村各處例，每個地方也不同。瑞典還有一个约定俗成的惯例，就是在12月24日下午3時，準时收看迪士尼的特别電視节目。
挪威的圣诞大餐会在12月24日举行，挪威各个地区都有自己特定的食物做为圣诞晚餐，然后“Julenissen”（jule是圣诞的意思，nissen是挪威传说中的精灵）会带礼物给表现好的小朋友。经过安静的与家人团聚的12月25日，12月26日节礼日会有另一场大型庆祝，儿童们会在此时在邻居中挨家挨户接受款待。
Joulupukki（或圣诞山羊）是芬兰版的圣诞老人。他坐在驯鹿拉的雪橇裡给表现好的小朋友发送礼物。

### 南歐

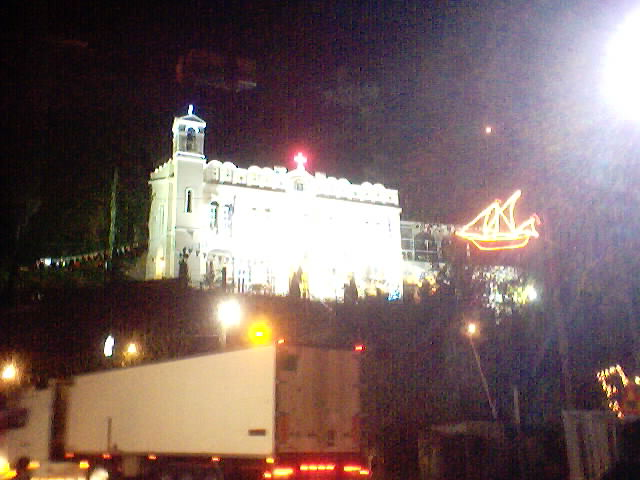
希臘的聖誕船裝飾

在意大利，聖誕節揉合了现代传统及古罗马祖先遗留下、庆祝Natale（译者注：圣诞节的意大利文）的习俗。圣诞的降临节同日从古罗马的农神节（Saturnalia）中的异教徒庆典由来的可能性，而她们的假期就从这天开始一直到显现节。聖誕食物、宗教仪式、摆设和礼物，都是重点项目。在某些地区，礼物是由La Befana（译者注：意大利传说送礼物给小朋友的老妇）于显现节时送出的，其他的地区则由小耶稣于圣诞节或平安夜送出。而近年，他们的位置渐渐被Babbo Natale──一个像圣诞老人的人物──取代。
各个教堂会摆放圣诞马槽（Presepe），以表现耶稣在伯利恒降生的场景。
在希腊，縱然樹木是要進口的，但船是聖誕的傳統象徵。

### 东欧
東正教的聖誕節大多定在1月7日，主要在東歐國家，斯拉夫的童話故事里有個「嚴寒老人」（Дед Мороз）的形象。根據傳說，他和自己的孫女雪姑娘（Снегурочка）一道乘著神奇的三套車（一種裝飾華麗由三隻馬拉動的雪橇）旅行，並且分送禮物給小孩子們。烏克蘭於2023年正式使用儒略改革曆，烏克蘭正教會的耶誕節日期從1月7日改為12月25日。
在捷克，人们主要是在12月24日或平安夜（Štědrý den意思为慷慨的一天）庆祝圣诞节，这天晚上大家会相互赠送礼物，虽在12月25日或26日也可以。根据传统，礼物是由Ježíšek（“小耶稣”）或带来的。为了使节日更丰富有趣，很多古老的圣诞传统保存了下来。人们被告戒在正式的晚宴准备好前，平安夜里不能吃任何东西，为了能看见闪闪发亮的烤猪。礼物被安置在圣诞树下（通常是云杉或松树）。人们将会在晚餐后开启自己的礼物。
另外捷克的圣诞传统习俗，还包括对来年的预测。他们将苹果切开，如果第一下能看见苹果核，就预示来年好运气，如果没有就表示来年不顺。女孩们将自己的鞋子从肩头抛过，如果鞋尖指向门的方向，就预示自己来年将会出嫁。另一个传统，是将一点熔铅倒入水中，根据铅在水中形成的形状来猜测来年的运勢。
在波兰，平安夜是宴会的第一天。宴会是从平安夜第一颗星星出现时开始的，然后大家开始互赠礼物。在第二天人们会走访亲戚朋友们。
在斯洛伐克，圣诞节是一个大型的家庭、食物、宗教庆典。2001年，一个大型的耶稣诞生场景在布拉迪斯拉发造建并展出，还计划将它封装以在其他城市展出。
在俄罗斯，從後的1991年聖誕節蘇聯解體後，開始公開恢復慶祝聖誕節。平安夜的「神聖晚餐」包含12道菜餚，每一道都是為了紀念耶穌的門徒。雖然俄國的傳統有些被轉移到新年，但大多數仍被保留至今日，例如：「嚴寒老人」和雪姑娘的拜訪和禮物分送。俄國許多現存的聖誕節習俗，包括聖誕樹（ёлка），都在彼得大帝18世紀末期的西遊之後流傳開。

### 西歐

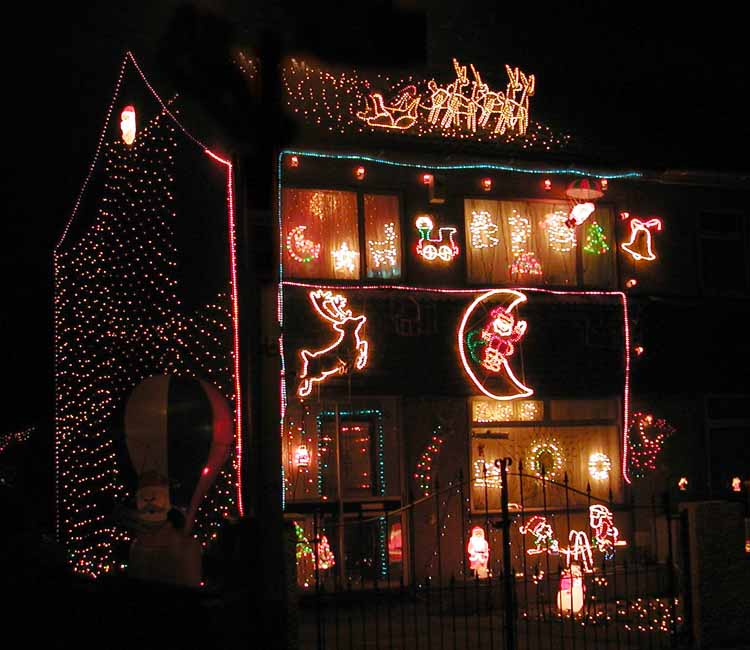
為了慶祝聖誕節所裝飾的房子（英國西南部）

在英国，圣诞拉炮是一種慶祝聖誕節不可或缺的形式，而圣诞童话闹剧（pantomime）更是風行於年輕的家庭中。節慶Nine Lessons and Carols在劍橋是一個很流行的宗教活動。自從1947年开始，每年挪威首都奧斯陸都會贈送一棵云杉樹給英國人民，作為表示英國於二戰支援挪威的感謝之意。這棵樹立於倫敦的特拉法加廣場（鸽子广场，Trafalgar Square）而且是全英國最知名的聖誕樹，象征着英国和挪威人民之间的友谊。
德国和荷兰在12月6日庆祝类似英语国家的聖尼古拉節。荷兰语称作（圣尼古拉斯事件）的日子要比圣诞节重要的多，虽然近年来，一些荷兰人也开始庆祝平安夜和圣诞老人。
这一形象是由真实的圣尼古拉斯和英国以及美洲的圣诞老人综合演化而来，Sinterklaas会在12月5日给祈求礼物的小朋友带来礼物。他的装束是红色的主教外套和主教法冠，骑着一匹白色骏马在房顶间穿梭，Sinterklaas有一群被称为黑彼得的喜爱恶作剧的助手。在德国、奥地利和瑞士的部分地区，令小朋友感到恐惧的可內希特·魯普雷希特或坎卜斯也会出现在传说中。

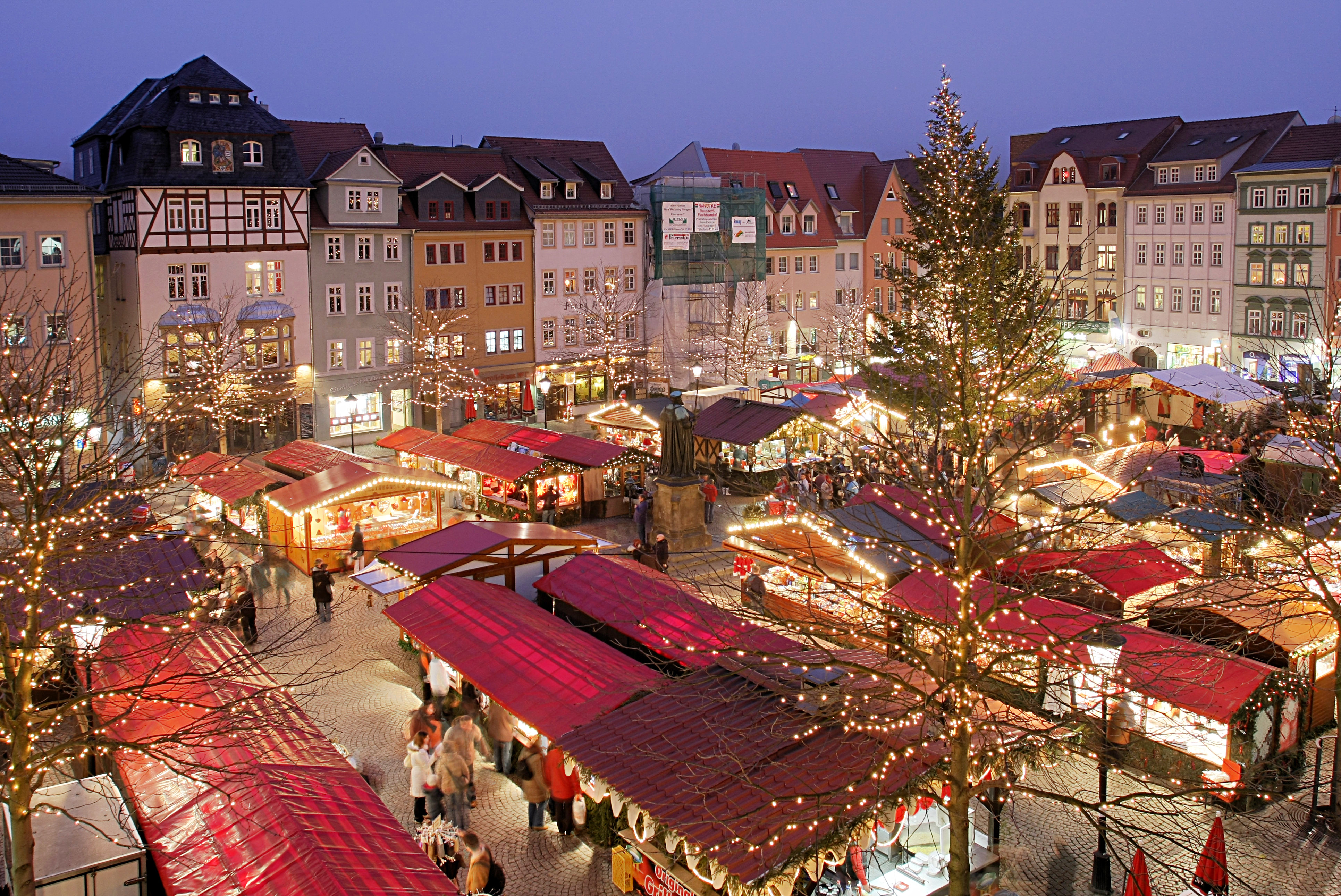
德國耶拿的聖誕市集

在德国，圣诞节的庆祝在大部分地区仍然是传统之一。其聖誕節有點像中國的農曆新年，一家人會一起吃晚餐，飯後一起聽音樂和談談這一年的生活情況，且小孩會於空閒時或學校美勞課時，自行製作手工藝品，或用自己的零用錢，買禮物送給父母親，來度過聖誕節。然後12月26日，會有親戚來作客，或去拜訪親戚家，有點像中國春節的拜年。在圣尼古拉斯日後，圣诞节基本是属于儿童们的节日，一般真正的圣诞礼物在12月24日平安夜送出，在简单的晚餐後，圣诞礼物会放置在圣诞树下。而圣诞大餐传统上要在12月25日享用，主菜一般是家禽（典型的例子是一只烤鹅）。圣诞礼物是与圣尼古拉斯长的很像的（直译圣诞老人）带来的，或者有时候由（一位可能是或可能不是代表婴儿时期耶稣的顽皮的小朋友）帶來。商业上，Striezelmarkt绝对是一个全世界的圣诞礼物制作中心，这也是德国东部城市德累斯顿地区的骄傲，巧妙制作和印刷的产品被销往世界各地。不过近年来，随着中国製造的玩具大量涌入，给德累斯顿当地的企业带来了不少的压力。甚至有些公司开始打算把车间转移到东欧、土耳其甚至亚洲地区，以提高产品在价格上的竞争力。

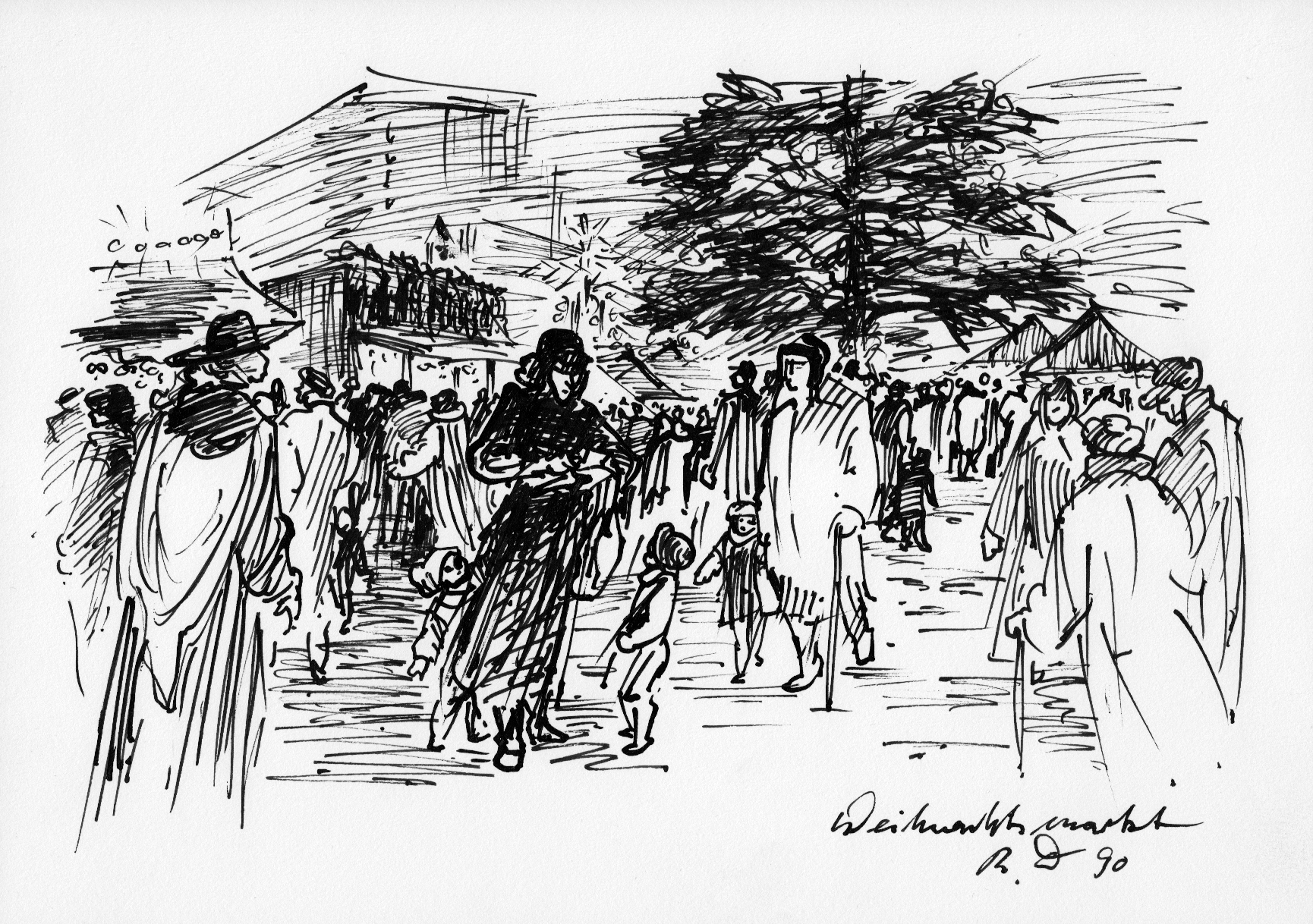
圣诞市场开姆尼茨

### 北美洲
在美国和加拿大，除了加拿大魁北克省會出现法国式的圣诞老人Père Noël之外，美加兩國的习俗基本上是相同的。纽约洛克菲勒中心會摆放圣诞树，滑冰场會有盛大溜冰活动、华盛顿的给白宫上圣诞装饰的活动，是美国圣诞节中最亮丽的风景线。作为英联邦的加拿大在26日节礼日（坊間通常稱為Boxing Day）也会放假。
1955年，美國科羅拉多州的一間百貨公司進行促銷，廣告中的電話號碼誤刊為大陸航太防衛司令部（Continental Air Defense Command，北美防空联合司令部的前身），許多美國兒童撥打此電話，詢問聖誕老人的行蹤。為了不讓孩子失望，指揮官哈利·蕭普上校（Harry Shoup），答應在雷達上觀察聖誕老人行蹤，並要求所有工作人員對小朋友們提供聖誕老人最新位置。此後，北美防空联合司令部在每年都会跟踪圣诞老人在全球的行程，这引起了众多媒体的关注和报道。

### 中南美
在信奉天主教為主的拉丁美洲，圣诞节的庆祝活动充满着宗教主题。在这些国家，世俗的风俗和互赠礼物是欧洲和美洲土著传统的混合体，并且正越来越多的受到了美国文化的影响。
在哥伦比亚，赠送礼物的传统中有一个为孩子们带来礼物的“El Niño Jesús”（小基督），在智利成了“Viejo Pasquero”（圣诞老人），在巴西有被称为“Papai Noel”，后两者与通常意义上的圣诞老人有很大联系。南美洲的圣诞老人穿的很凉快，或许与圣诞节時南美洲正值夏季有关。圣诞老人可以通过很多方法在晚上进入孩子们的房间，从梯子到跳跃床，应有尽有。
在阿根廷，會在1月6日“三圣节”（“Día de Tres Reyes”）赠送圣诞礼物，那时是孩子们在去伯利恒朝圣的路上，遇见的圣者用点心和小礼物装满了孩子们放在床下的鞋子。
在南美洲的圣诞庆祝中，无论是家中还是公共场合，耶稣的形象都扮演着重要角色。
在秘鲁，这样有着大量南美原住民后裔的地区，耶稣形象会使用历史悠久的技法手工雕刻。
在墨西哥，乡村居民一起参与一场围绕耶稣基督诞生的故事表演也是常见的。全家一起享用圣诞大餐是非常重要的，饭菜内容各有不同。posada是诸多非宗教式的圣诞节庆祝活动中的最亮点。在9天中，一群群城镇市民挨家挨户地走访，象征着刚出生的耶稣的拜访者。人们还在特定时间在家中玩从piñata中打出圣诞礼物的小游戏。但圣诞烛光却几乎是夏夜中都有的一景，特别在巴西城市中还常常可以在这天观赏烟火表演。

### 中國大陸

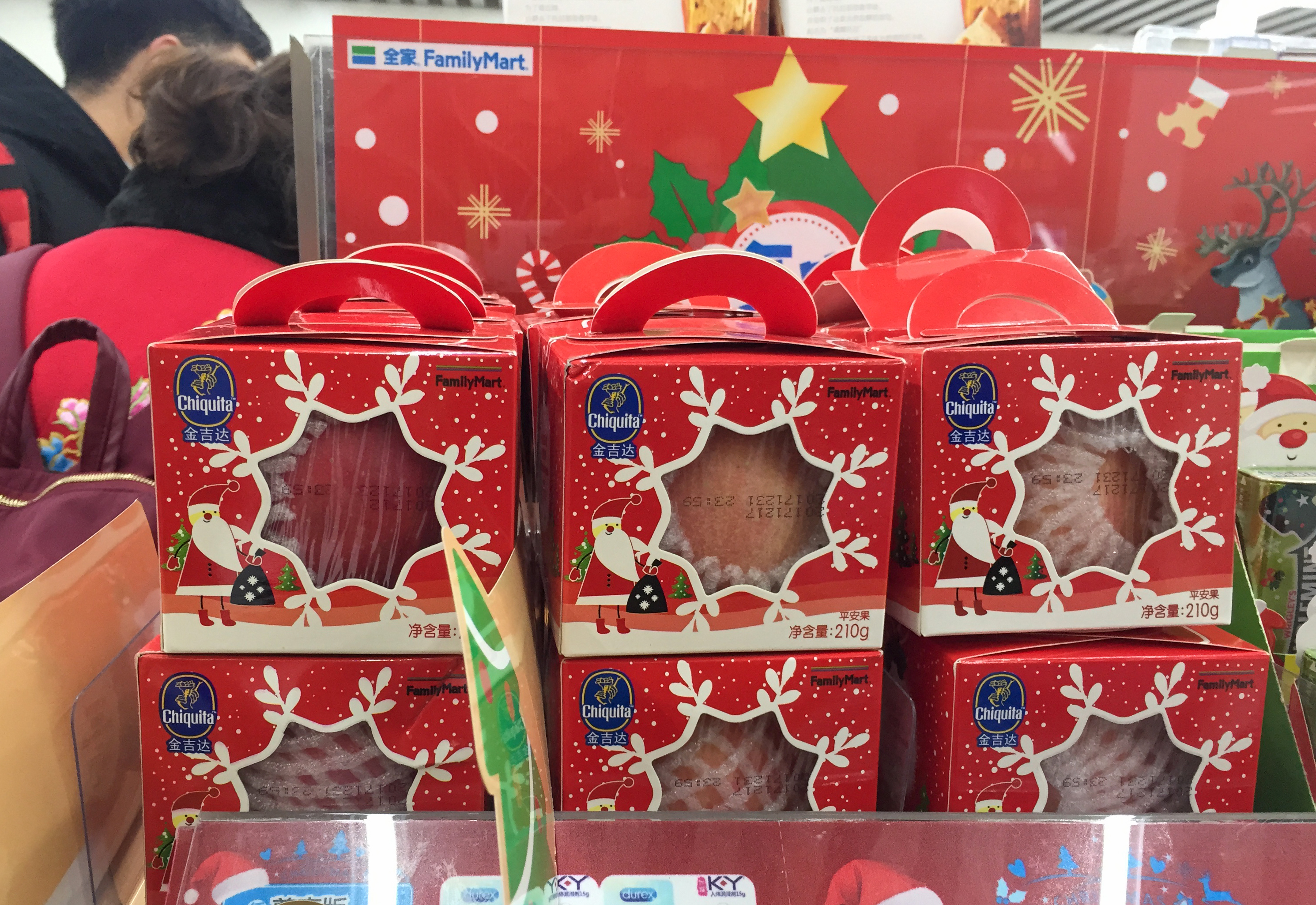
北京市一间全家便利店销售的平安果

晚清圣诞节刚传入中国时一度被称呼为“外国冬至”。
在中國大陸的法律上，聖誕節不是法定假日。文化大革命時聖誕節是被抵制的。改革开放後，随着消费主义的兴起，大眾特别是年轻人逐漸在商家借聖誕節的促销中認識和接受聖誕節，庆祝圣诞节的活动逐渐增加，平安夜一些地方的民眾也會自發到其城市地標或大型商圈，迎接聖誕倒數，聖誕節前夕也可以經常見到大中城市街头各種各樣的聖誕裝飾和聖誕打折促销活動。其中還夾帶了華夏文化，形成富有中國特色的節日，例如聖誕紅包、禮包等，而且自2000年代起還流行平安夜當日互送蘋果，因“平”與“蘋”同音，認為蘋果就是“平安果”，成為一項中國特色聖誕風俗。不过，蘋果在基督教中本是引導夏娃犯罪的禁果，有邪惡的意味，但對於大多數非信徒而言這並不重要。
不過在中國內地每到聖誕節，社會上都會出現關於「國人應否過洋節日」的議論，2006年曾有十名博士发表联名抵制圣诞节倡议书，称中国的圣诞狂欢是“文化集体无意识”，引发当时中国内地网民的热议。每逢圣诞节，教堂门口都有公安把守，从2016年开始，每逢圣诞前在中国的网上都流行着八国联军发明圣诞节的谣言，虽然被澄清了是谣言，但每年的圣诞节前，该谣言都会在微信广泛转发，在中国网上一再出现。2017年，《关于实施中华优秀传统文化传承发展工程的意见》发布后，由於標題寫的容易被人誤以為是國家禁止西方宗教节日，所以導致后來中国大陆个别网民趁機在民間謊稱國家已下令禁止宗教活動，還在網絡上到處散佈“《国家终于出手，抵制洋节》”的假謠言文章。而南华大学则流出一份《关于严禁党员干部参加平安夜圣诞节聚会狂欢的通知》，学校向媒体证实了通知属实。亦有學校講辭以《聖誕節是中國人的恥辱》為題。之后人民网发表专栏文章表示“國家抵制聖誕節”为謠言。
实际上禁止过圣诞节不是国家政策，节庆期间在许多大城市，尤其是外资餐厅、商厦、度假区等仍不乏圣诞节气氛，广州、深圳、成都等不少城市的地铁、公交亦会在平安夜延长运营时间。但由于共产党人应是无神论者，圣诞节又是基督教节日，因此中共党员不得庆祝类似节日。 又因为中国大陆的“宗教不进校园”和“弘扬传统文化”政策，部分地区的一些学校也限制学生开展圣诞节庆祝活动。在中国大陆，违规开展宗教活动也是违法的，河南省鲁山县对一名庆祝圣诞节的村民、基督徒开出16万元人民币的行政处罚罚单，官方的理由为借圣诞节活动私设基督教聚会。另外，在网上支持抵制洋节网友与反对抵制洋节网友至今仍骂战不断。

### 香港

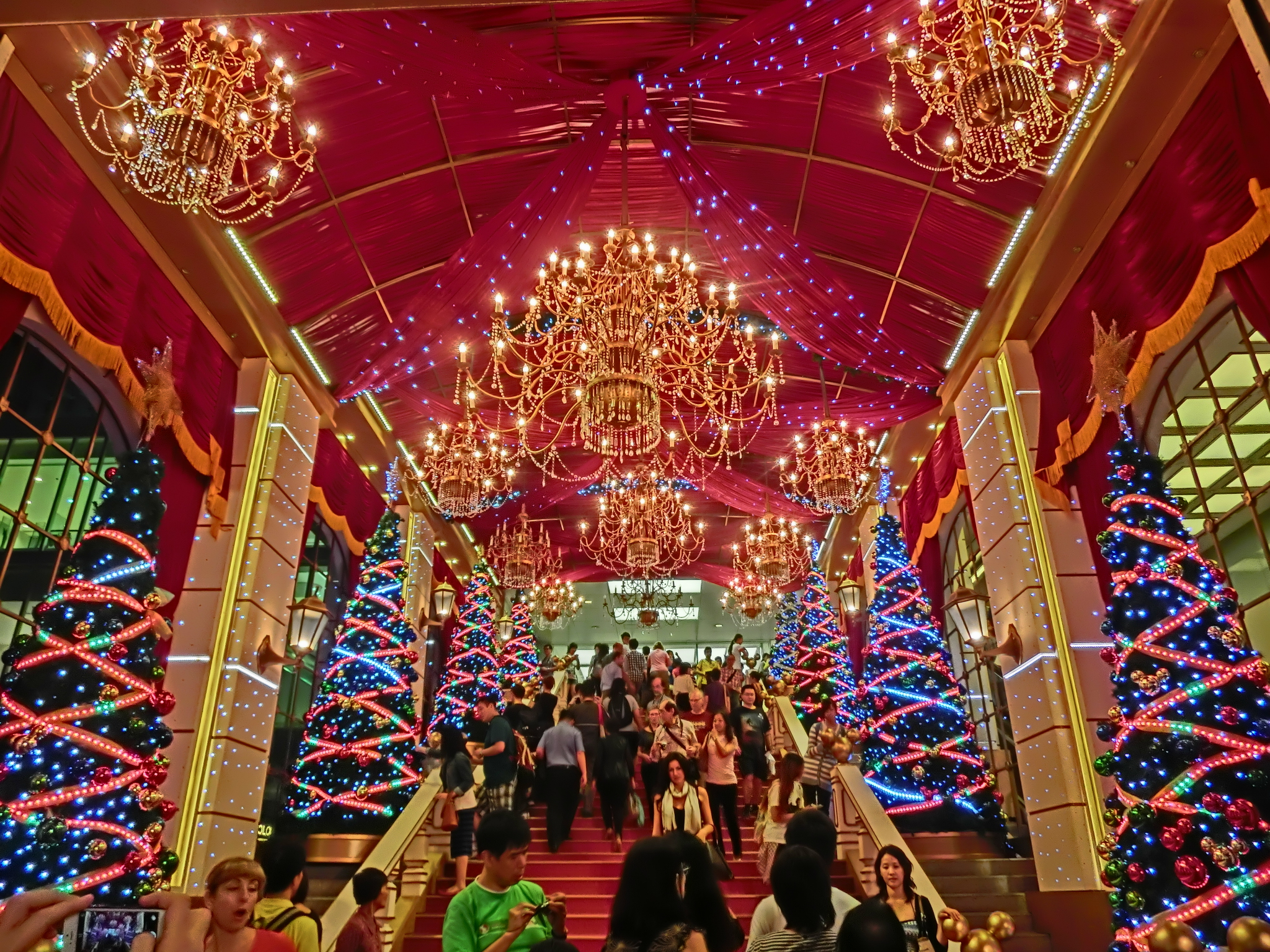
香港尖沙咀海港城門前的聖誕裝飾

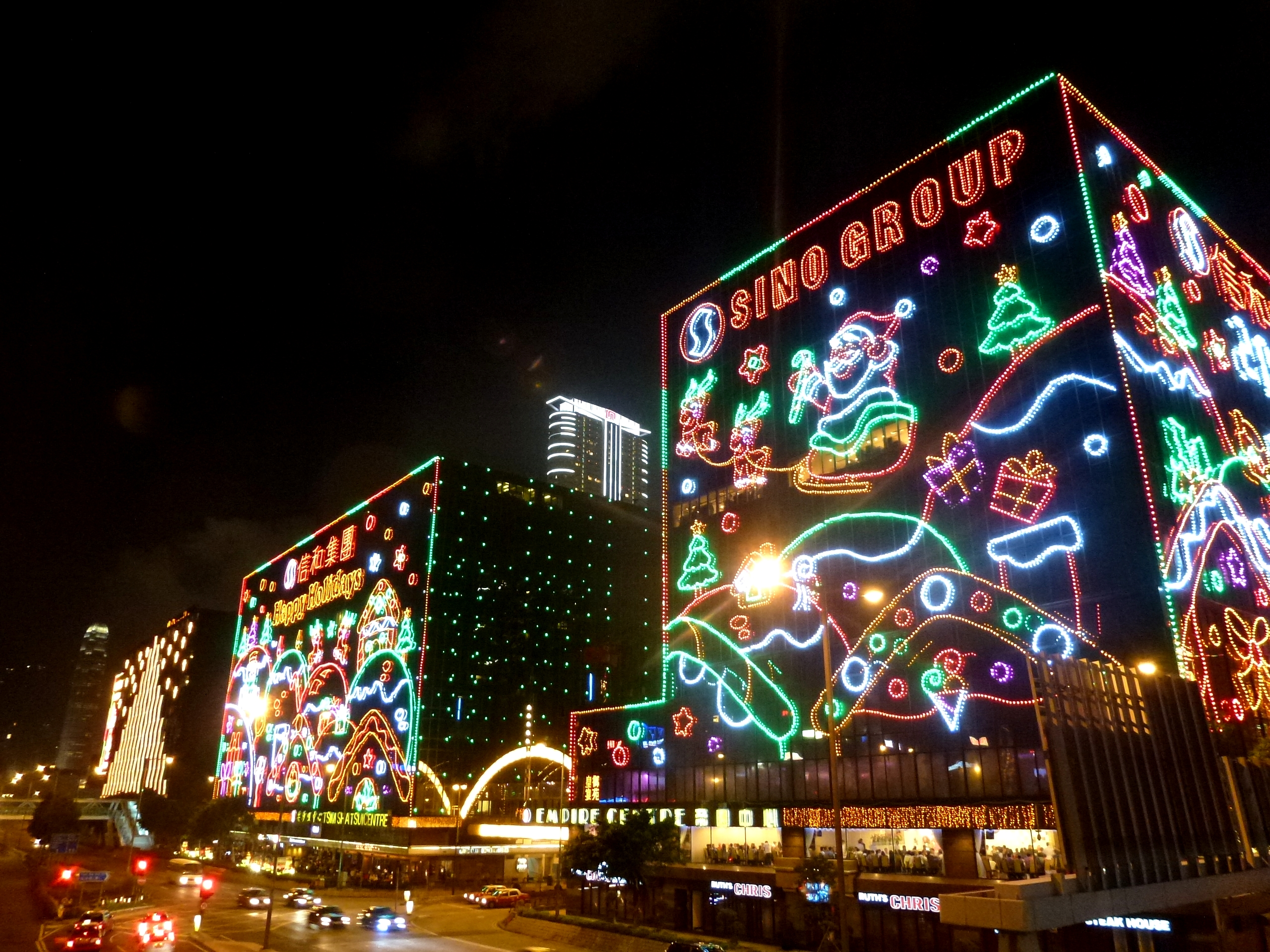
每逢聖誕節臨近，香港尖東一帶的商業大廈外牆都會佈置聖誕燈飾

香港受前宗主國英國和西方文化的深遠影響，聖誕節在香港是除農曆新年以外最受重視的節日之一，聖誕氣氛也較亞洲鄰近地區濃厚。12月25日聖誕日和26日節禮日（坊間通常稱為Boxing Day）均屬公眾假期（但部份機構根據香港另一假期制度「法定假日」（俗稱「勞工假期」）放假，「法定假日」下，12月25日聖誕節可以不放假，以12月21日或22日的冬至放假取代，26日的節禮日則不放假亦無補假，2024年節禮日將納入「法定假日」，詳見香港節日與公眾假期條目）。早年慶祝聖誕節的習俗並不廣泛，當地華人普遍沒有慶祝聖誕節的習慣，除了港督府佈置聖誕樹，以及滙豐總行掛有簡單的燈飾，基本上都只能從百貨公司櫥窗和一些外籍家庭的派對，得悉聖誕的來臨。1965年11月佈置在公共街道的聖誕燈飾首次在中環遮打道出現，九龍半島也在瑞興百貨牽頭多家大型企業，在中華電力贊助下於彌敦道沿著馬路中央的街燈柱佈置聖誕燈飾。1967年12月，香港置地等多家企業合作在中環金融區的多幢商業大廈及街道佈置大型聖誕燈飾。1969年12月舉行香港節，更多香港人感受到聖誕節的氣氛，當年的聖誕燈飾與香港節配合在中環銀行區大面積佈置。到了1970年代，香港社會穩定下來，歡慶聖誕節的節目開始增多。雖然信奉基督宗教的市民只佔香港人口的八分之一，但市面上的聖誕節日氣氛仍然濃厚。市民普遍視這個一年一度的節日是放假、旅遊、狂歡、消遣、拍拖或交朋友的大日子。很多商場的內部及外牆，在10月31日的萬聖夜過後，便火速除下萬聖節佈置，11月中旬便換上聖誕佈置和燈飾，維多利亞港兩岸、尖沙咀和中環多幢建築物的外牆都裝上聖誕燈飾，聖誕樹隨處可見，在中環皇后像廣場會豎立起15米高的巨型聖誕樹。不少市民在12月上旬已開始相關活動，如觀賞聖誕燈飾、參加聖誕派對、吃聖誕大餐和交換聖誕禮物。香港的基督新教及天主教的宗教領袖會於聖誕前夕發表聖誕文告。聖誕節前一天的12月24日雖然不是假期，但部分辦公室機構會讓僱員老闆提早下班，當日股市亦只有上午開市。到晚上的平安夜更是節日氣氛的高潮，尖沙咀、銅鑼灣和中環蘭桂坊等地，擠滿觀賞聖誕燈飾和狂歡的人群 。教堂和禮拜堂在當晚會舉行子夜彌撒或崇拜，部分基督新教徒及天主教徒會參加報佳音等宗教聚會。大多數商店、食肆及娛樂場所在聖誕節期間照常營業，而公共交通工具如港鐵和巴士在平安夜當晚會通宵服務。全港中小學、幼稚園和大專院校會放聖誕假期，大多數中小學通常在12月20日或21日舉辦的「聖誕聯歡會」，然後放聖誕假期直到元旦日，所以聖誕節、農曆新年和復活節是除暑假之外全年最長的連續假期，大專院校的學生組織亦會在12月中旬起舉辦聖誕派對，在聖誕日至元旦日期間大專院校通常無須上課。香港市民多會趁聖誕假期時相約三五知己、家人或親友等進行聚會、購物和消遣，而年青人則喜與情侶共渡節日或在節日尋找伴侶，儼如另一個情人節。另外，香港市民普遍以為聖誕禮物必須待到12月26日的節禮日才可以拆開，更將此日另稱為「拆禮物日」，但其實西方文化圈中，聖誕禮物早在24日晚上平安夜、或25日聖誕節早上已經拆開，並無待到26日的節禮日才拆開聖誕禮物的習慣。有些小朋友會寫信給聖誕老人，但信件會被發送到郵政署的「無法投遞組」，該署的職員便會「扮演」聖誕老人逐封親筆回信。另外，有一些香港人會連同冬至慶祝聖誕節直至元旦。

### 澳門

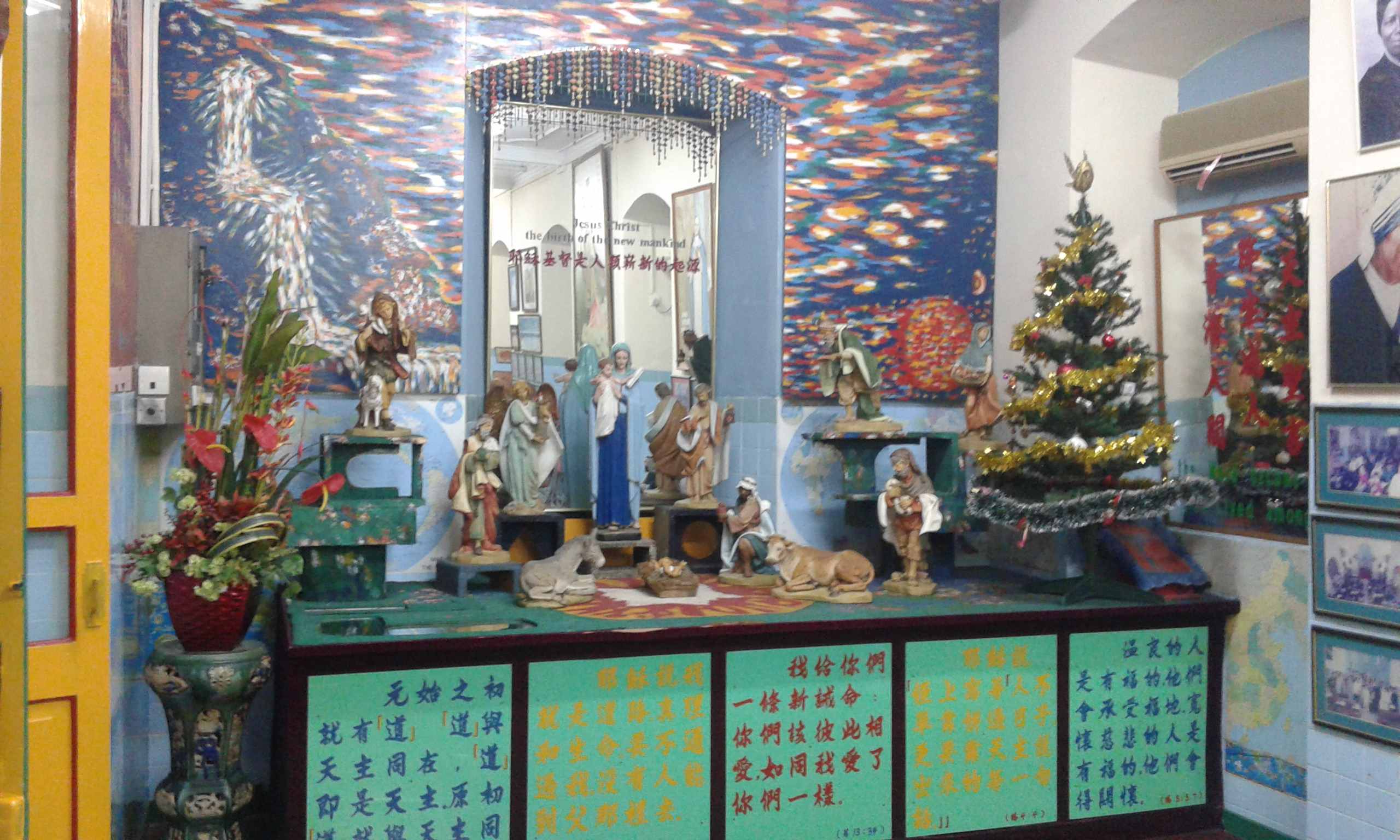
澳門路環聖方濟各聖堂的聖誕節耶穌降生擺設

澳門受前宗主國葡萄牙影響，聖誕節是澳門除了農曆新年以外最重要、最有氣氛的節日。12月24日和25日是澳門的公眾假期，但並非《勞動關係法》規定的強制性假日。澳門一般的企業都會把12月24日和25日列為休息日，但博彩業、服務業、零售業通常不會休息。另外，由於聖誕節及聖誕節前夕臨近澳門回歸紀念日、冬至、元旦等幾個公眾假期或強制性假日，澳門大部份的學校以及小部份企業會直接連續放假一星期（通常是12月20日至12月25日），一些基督新教或天主教學校甚至會把假期延長至兩星期以上（12月20日至次年1月2日），因此坊間亦時稱此一星期的假期為「小寒假」、「聖誕長假」或「聖誕黃金週」。每逢踏入12月，大街小巷都會粉飾得充滿濃厚的歐陸聖誕氣氛，聖誕樹、馬槽、彩帶、燈飾隨處可見，尤其是議事亭前地更會每年都佈置聖誕燈飾。有些餅店和酒店會趁聖誕節出售傳統的葡式聖誕蛋糕。在平安夜，市民會到議事亭前地和大三巴牌坊等地欣賞或參與基督教團體所舉辦的聖誕報佳音，皇朝區亦人潮如鰂，年輕人到酒吧狂歡佳節，塔石廣場、南灣湖廣場、漁人碼頭及議事亭前地等地常舉辦有關聖誕的大型文娛活動。到了午夜，澳門各堂區的天主教堂分別舉行聖誕子夜彌撒，尤其以主教座堂人數最多，聖誕鐘聲遍及全城，整座城市充滿了歐陸氣氛，讓人有置身於歐洲的感覺，即使非信奉基督教的市民，也喜歡到教堂感受聖誕節的宗教氣氛。

### 台灣

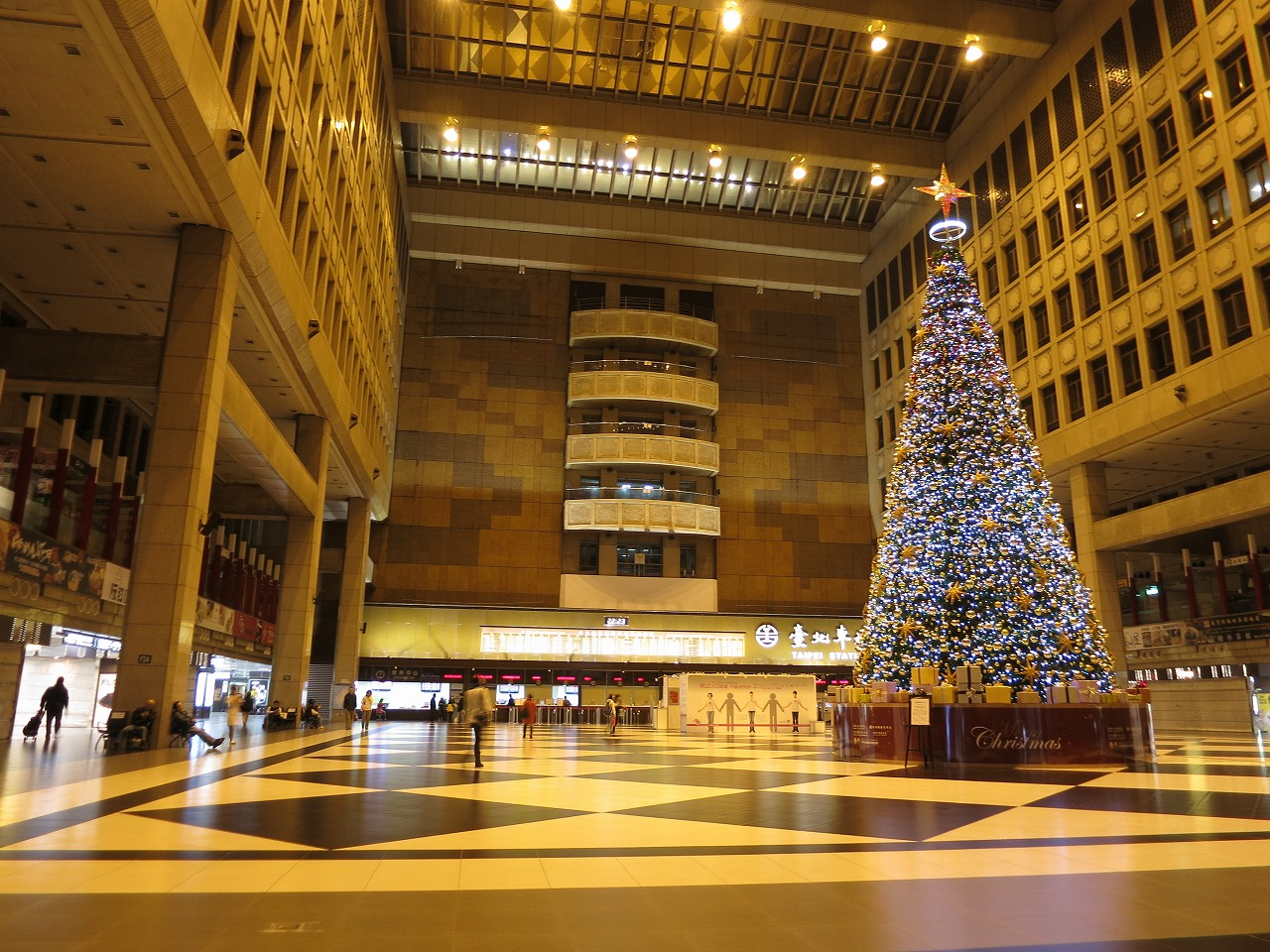
2013年臺北車站的聖誕樹裝飾

臺灣的天主教會於聖誕平安夜在全國各地天主堂進行聖誕子夜彌撒，基督新教教會也會舉辦聖誕感恩禮拜，非基督徒則也會參與慶祝聖誕節，主要活動有流行交換禮物、賀卡、聖誕宴會等。聖誕節名義上不是中華民國國定假日，但在1963年至2000年期間，每年12月25日均為國定假日，即行憲紀念日，以紀念《中華民國憲法》於1946年12月25日通過，並於1947年同日實施（唯1947年行憲，1963年才實施行憲紀念日假日，相距達17年），所以聖誕節雖然不是中華民國的國定假日，但卻以另一名義的設法下放假一天。1998年，臺灣實施隔週週休二日，同時取消部份國定假日，以減少因假期太多而引致的經濟衝擊，當時行政院以12月25日放假可以跟國際接軌為由，維持這天放假。但2001年正式實施週休二日後，行憲紀念日國定假日遭取消，不再放假（但部分適用工時雙週84小時制的勞工，仍然有放假），但聖誕節的節日氣氛濃厚，各行各業也都在每年此時吹起聖誕風。2005年11月25日，時任總統陳水扁在贈勳梵蒂岡前任外交部長陶然樞機主教後，表示希望臺灣「與世界同步」，聖誕節也放假一天。當時臺灣部分政治人物指責陳水扁是刻意以「聖誕節放假」來鞏固「臺梵邦交」。而其他宗教界人士提出別的宗教如佛誕也應該要有假日。而把聖誕節定為臺灣國定假日一事，亦始終沒有實行，至今已不了了之，再無下文。2025年5月9日，立法院三讀通過《紀念日及節日實施條例》修正案，新增了五個國定假日，其中一個為行憲紀念日，恢復12月25日為國定假日。
自2011年起，新北市政府在市政府（板橋區）周邊設立為期一個月餘的活動，稱為「新北歡樂耶誕城」。

### 日本

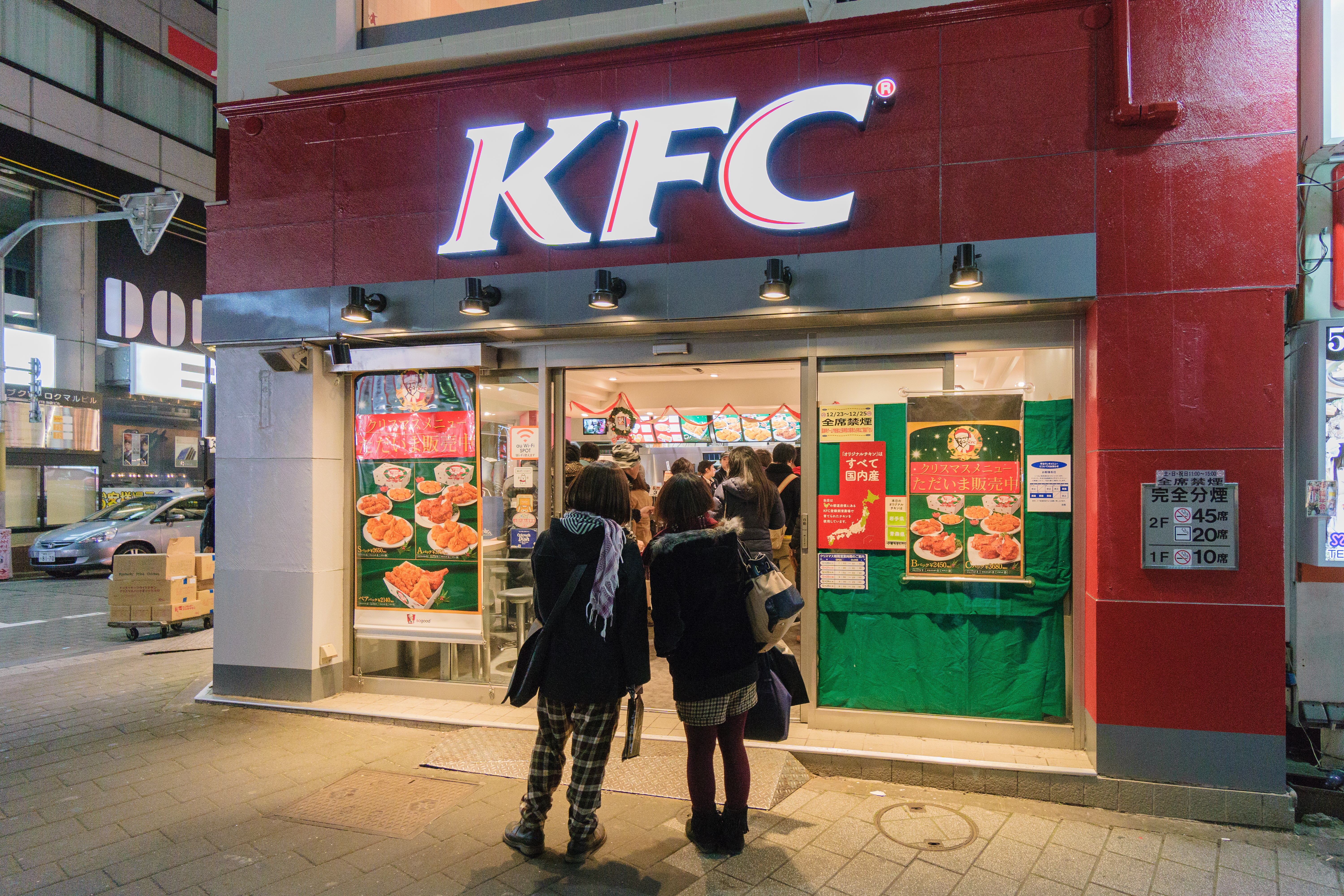
2014年圣诞节期间，东京池袋的一间肯德基餐厅门口张贴有圣诞套餐宣传海报

日本大多數人都信奉傳統的神道教或佛教，但受西方文化影響，在二戰後開始有慶祝聖誕節的習慣，但其中的宗教氣息淡薄，一般人鮮少注意聖誕節的宗教意義。聖誕節在日本不是國定假日，但學生一般正在放冬休假期。「湊巧地」剛好1989年1月7日至2019年4月30日這段期間，時任天皇明仁生日為12月23日，故在1989年至2018年間，接近聖誕節的12月23日為天皇誕生日國定假日。雖然日本民眾有意見認為應把聖誕節定為國定假日，以使日本更與國際接軌，但如把聖誕節這個具宗教意味的節日定為國定假日，可能抵觸《日本國憲法》規定的政教分離。此外，按照日本法律，如有一天平日夾在兩個國定假日之間，該平日將自動成為「國民之休日」（国民の休日，即假日）；23日天皇誕生日已是國定假日（2018年為最後一次），如把25日聖誕節也定為國定假日，24日就必定是國民之休日假日，實際增加2天假日，且最少3天連休。如聖誕節適逢星期三或五，串連之前或後的星期六及日，會有5天連休；如能放取數天年假，並串連其後的元旦新年假日及星期六、日，甚至可達16天連休。由於年末正值不少企業的繁忙期，過多的假日，恐會對企業運作帶來太大不便。但即使如此，在商業活動的影響下，民間完全接受慶祝聖誕節，從而展開一系列慶祝活動，不少繁華街和商場也有聖誕燈飾，節日氣氛相當濃厚。例如肯德基就是商業操作的典型，現行日本聖誕節炸雞銷售量都會暴增，吃炸雞成了日本獨特的聖誕文化，而對年輕一輩，聖誕節等同於觀賞聖誕燈飾、開聖誕派對狂歡、吃聖誕大餐、交換聖誕禮物，或如何與愛侶共度、或尋找愛侶、或向意中人表白等愛情事宜上，儼如另一個情人節，造成餐廳與旅館人潮遠多於教堂的現象。惟緊接其後的新年，對日本人而言是更重要的节日。

### 亞洲其他地区
印度大部分教育機構均有聖誕假期，假期在聖誕節前數天開始，元旦後數天結束。聖誕節因聖誕老人禮物和購物在印地語里被叫“Bada Din”（大日子）。
菲律賓身為亞洲少見的天主教國家，擁有全世界最長的聖誕季。傳統上，菲律賓的聖誕節從12月16日開始。傳統上被西班牙人被稱作“Misas de Aguinaldo”（禮物彌撒），他們更通俗的菲律賓名字是“Simbang Gabi”。12月24日的平安夜會有預先準備好的“Noche Buena”──在午夜彌撒後的傳統聖誕盛宴。家庭成員坐在一起盡情享用傳統“Noche Buena”，菜主要包括“Queso de Bola”（芝士球，通常使用伊丹奶酪做成）和“Jamon”（聖誕火腿）。節日裡孩子們會向他們的神父要“Aguinaldos”（禮物），神父則會快樂的贈與禮物然後祝福他們繁榮快樂。
至于朝鲜半岛，1948年以前平壤是一个重要的基督宗教的信仰中心，所以當時是朝鮮聖誕節的興起。在朝鲜半岛北方建立共产主义政权之后，估计有超过一百万朝鲜基督徒逃到朝鲜半岛南方去躲避北朝鲜对基督教的迫害。後來金日成金正日主义的主體思想誕生，由於這種主義完全抵制西方文化和資本主義思想，所以，在這種主體思想下，聖誕節是不可能被存在的環境。2016年，朝鲜允许庆祝圣诞节，但由於純粹的主體思想的限制，導致朝鮮的宗教色彩很淡。根据开放门户（Open Door）调查，北朝鲜是基督徒被迫害最多的国家，所以目前朝鮮過聖誕節是遭受到迫害的。
在韩国、马来西亚、新加坡、东帝汶等地，圣诞节為國定假日。

### 澳紐地區
在南半球的澳大利亚和新西兰，圣诞节正值夏季的酷暑时节，与傳統上聖誕節必為冬季冰天雪地的形象完全相反。结果出现圣诞老人穿着红色毛皮大氅，却乘着冲浪板到海滩去吃露天火鸡烧烤的景像。
在1960年代至今，澳洲的聖誕節吸引了大批北半球遊客過聖誕，尤其是許多名人，如荷里活多位澳洲巨星会返回澳洲，而如湯·漢斯等外国巨星亦会选择每年到澳洲度假，令澳洲东岸在每逢圣诞期间成为好莱坞名人度假的首選之地，其他如微軟創始人蓋茨，亦會每年會選擇陽光，海灘的形式度假，為澳洲東岸的各個城市帶來可觀的旅遊行業經濟利潤。
新西蘭法律規定：所有有售賣酒精的地方在零時零分後禁止售賣含酒精飲品。 （其他節日包括復活節週日、耶穌受難日和澳新軍團日 (0:00-13:00)，新年不包括，因為大部分商店需要停止營業一天）。

## 影响

### 文学与艺术

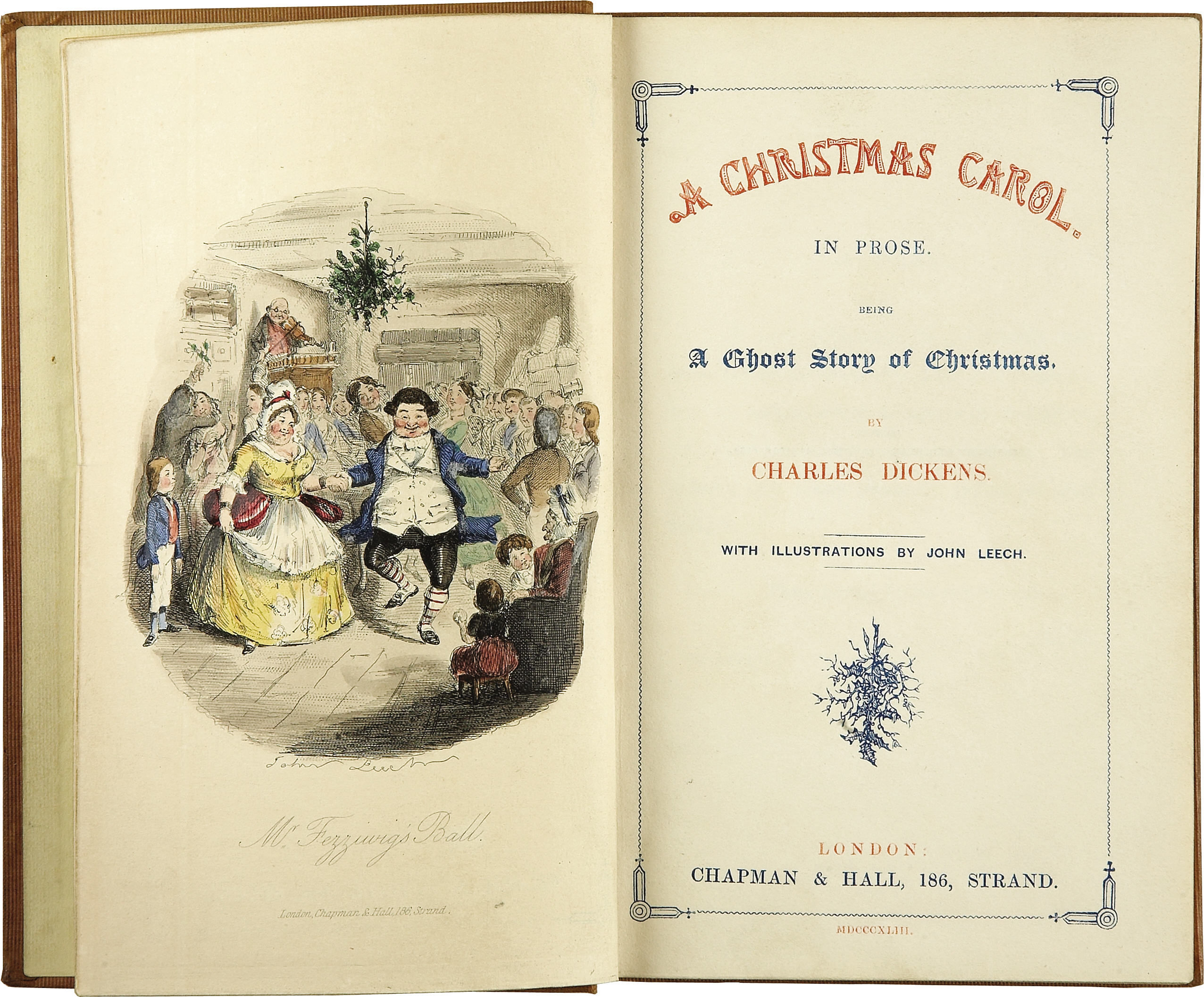
1843年小氣財神第一个版本的封面

圣诞节激发了许多虚构的圣诞故事，试图用现在的神话故事的形式表现圣诞节精神。内容通常是触动心灵的关于圣诞奇迹的故事。他们中的一些已经变得非常有名并且已经变为大众文化的一部分，这些故事已经被作为圣诞传统流传至今。
这其中最为著名的是柴可夫斯基创作的胡桃夹子芭蕾舞剧。故事叙述的是一位年轻俄国女孩在平安夜进入梦境後发现圣诞饰品都有了生命的故事，类似的还有查尔斯·狄更斯所著的《小氣財神》。《小氣財神》讲述的是一个关于吝啬鬼Ebenezer Scrooge的故事。Scrooge拒绝圣诞节所代表的发善心和同情他人的精神直到他遇见了向他展现了代表过去，现在和将来的圣诞精灵。通过这个和其他一些故事，狄更斯基本把英语国家的圣诞节庆祝状况描述了出来（树，葡萄干布丁，颂歌等等）同时故事也反对了圣诞节期间的商业气息。
如果说狄更斯描述了英语国家的圣诞景象，那么Thomas Nast和克莱门特·摩尔就提供了现代英语国家圣诞老人的基本形象。Nast的19世纪的图画给出了圣诞老人的相貌，同时摩尔的《A Visit from St. Nicholas》一诗（通俗的名字是《圣诞前夜》（The Night Before Christmas））则描绘了圣诞老人胖乎乎声音宏亮的形象和圣诞前夜乘着雪橇来到屋顶的情形。
虽然圣诞节的符号象征已经通过电视电影广泛传播，但在一些坚持传统的国家仍旧保持原样，圣诞老人及其故事也各国有别。一些斯堪的纳维亚地区的圣诞节故事并非如狄更斯描述的那样轻松愉快，如安徒生的《賣火柴的小女孩》。贫困无助的小女孩在平安夜赤脚走在覆着白雪的街道上，徒劳的试图去卖出她的火柴，对身边人们幸福的圣诞庆祝她只能看着。她不敢回家，因为她爸又在酗酒。不像英语国家的圣诞故事，賣火柴的小女孩的故事最终以悲剧结尾。

### 影视与音乐

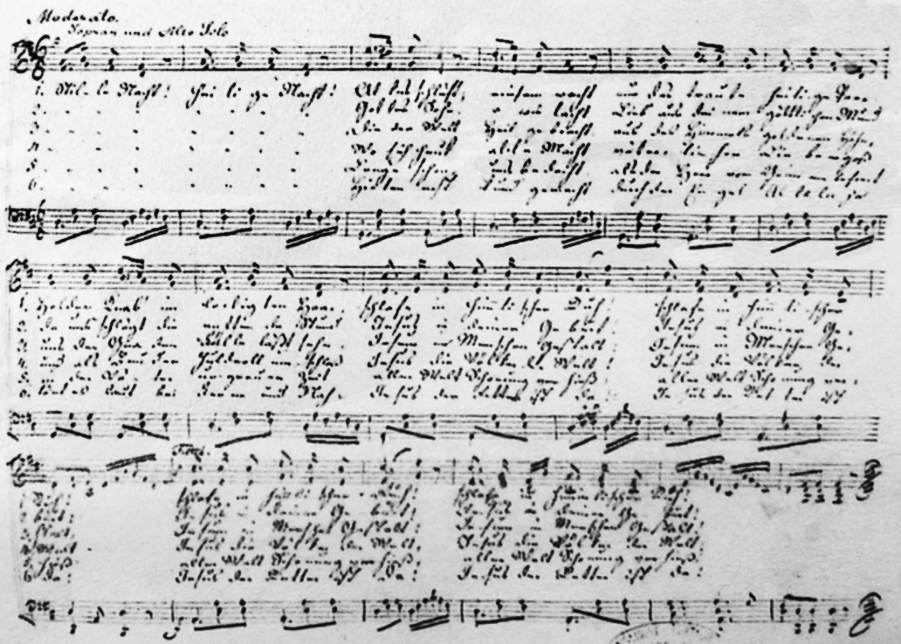
歌曲平安夜的手稿

許多關於聖誕節的故事都收錄在電影和電視上，同時亦被無數次地於電台和電視上廣播。自从19世纪80年代，随着家庭影像制品的普及，每年的圣诞假日期间，这些故事的录像带和影碟都得到了热卖。一个著名的例子是电影《风云人物》，这电影的主题就是映射《小氣財神》。影片中的英雄乔治·贝利是一个商人，梦想帮助社区里的每一个人。有一年平安夜守护天使找到正在绝望中就要自杀的他，并向他指出他的存在对周围的其他人意义有多么的重大。最著名的动画产品莫过于《查理·布朗的圣诞节》，查理·布朗因为不满意发现假日的深层次含义的尝试而苦恼不已。
为数不多的真实故事成了永远流传的圣诞故事。圣诞赞美歌《平安夜》背后的故事还有《Yes, Virginia, there is a Santa Claus》是其中最著名的。
广播和电视也会安排圣诞主题的节目。广播电台会播放圣诞歌曲，经典音乐，赞美诗合唱如亨德尔的《弥赛亚》。其中经典圣诞歌曲有改编自柴可夫斯基地芭蕾舞乐章的《胡桃鉗》和约翰·塞巴斯蒂安·巴赫的《圣诞宗教剧》（作品号第 BWV 248）。电视台也会在圣诞节期间奉献出多姿多彩的节目，讲述传统，播放一些经典影片，制作一些专题节目等。
至於現代的電影，更不乏關於聖誕節故事的內容，諸如小鬼當家、聖誕夜驚魂、鬼靈精、北極特快車等。

### 社会与经济
因为圣诞节的焦点在于与朋友和家庭一起歡度（在香港、台灣更盛行情侶間的庆祝，變相成為情人節），故在歐美國家，常會於聖誕連假期間出現大規模、甚至全國性的返鄉潮。但對没有家庭或情侶的人，以及最近遭受损失的人，在圣诞节期间更容易患上憂鬱症。因此圣诞期间对心理咨询服务的需求增加。
人们发现圣诞期间自殺和谋杀率会出现一个小峰值，可能是因为假日庆祝少不了酒精助兴的缘故。但无论如何，自杀率最高的月份还是5月和6月；圣诞期间因为酒后开车相关的灾难因而也有所增加。

在基督教国家里，非基督教徒会在圣诞节感觉到没有意思，因为商店都关门了，朋友们也都去度假了，他们的唯一娱乐只是「电影和中国餐馆」了，电影院还会为了在假日赚钱保持开放。华人开的店铺不会在这个热闹的日子裡关门。

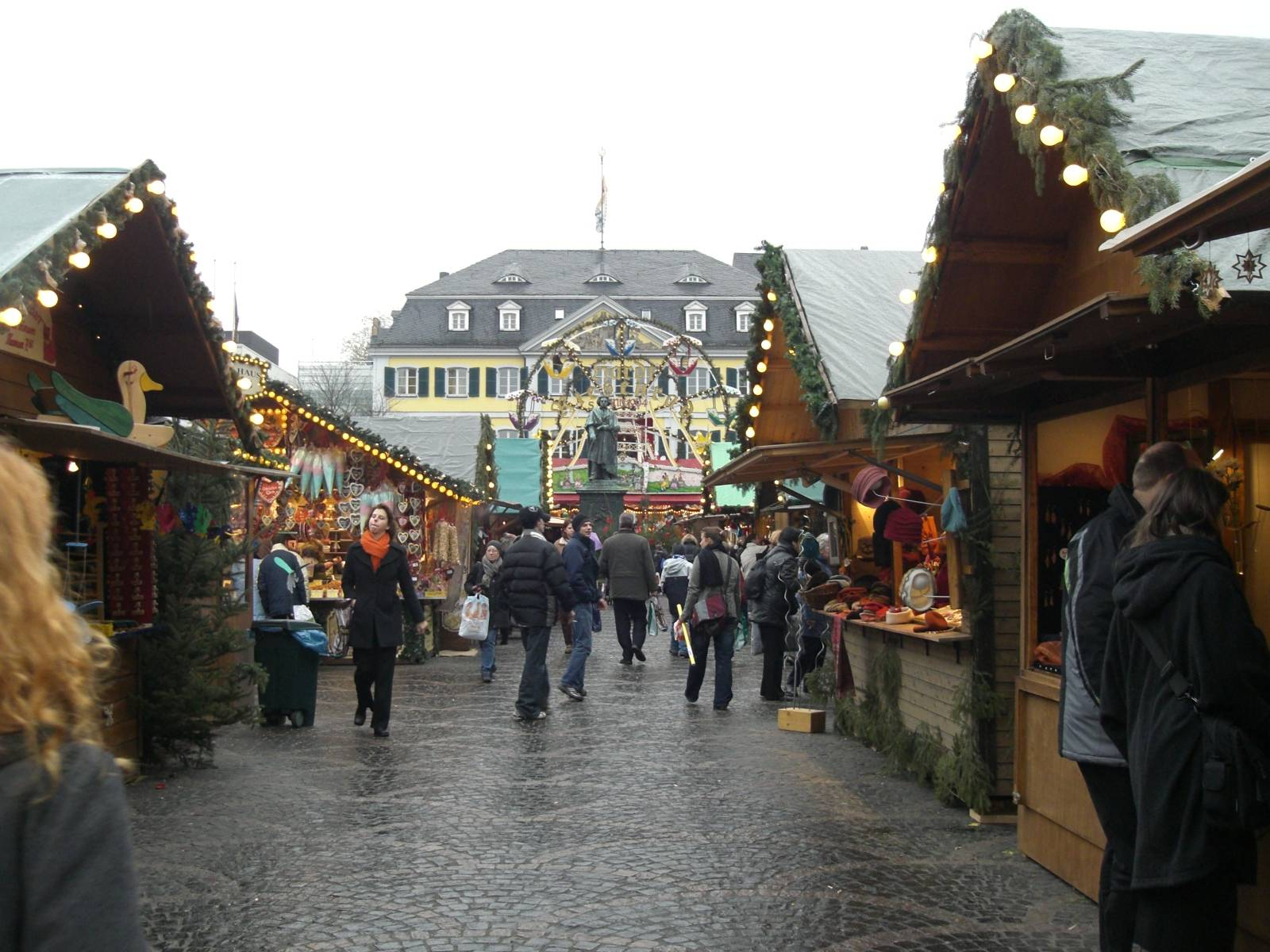
德国波恩的圣诞节市场

圣诞节通常对于庆祝圣诞节的国家来说，是最大的每年一度的经济刺激。在几乎所有零售领域，销售会发生戏剧性的增长，如人们购买礼物，装饰，供应为来宾准备的派对。
商店借机以高价推出新产品，消费者则借这段时间买一些打折商品。在美国，零售业的“圣诞购物季”被延长到始于感恩节，到元旦才结束，為期一個月。对一些商店和商业机构来说，圣诞节是他们一年中唯一关门的日子。圣诞节和新年的打折活动使得商店卖掉他们积压的产品，这一现象的经济影响力会持续到节后。
很多基要派及福音派基督徒，近年開始批評圣诞节的商业化。他们谴责圣诞季受控于金钱和贪欲，损害了它更重要的出于怜悯、慷慨和仁慈的价值。过量发行的宣传页还有其他的问题也会在圣诞节期间导致社会问题出现上升的趋势。
在北美，圣诞节假期电影季各个制片公司往往会推出本年度最令人期待片子，借以在連假期間赢得良好的票房和奥斯卡奖的入门券。另一个发片季节就是暑假了。“圣诞”影片一般不迟于感恩节前公映，因为过了这个时间后这样的主题就不再那么受欢迎了。

### 社群媒體
在各種社群媒體（包括Facebook）也有關於聖誕節的訊息。不同的官方帳號（包括有線電視新聞網、英國廣播公司、中國中央電視台、人民日報、碰碰狐、AT&T）也在Facebook、Instagram、Twitter和YouTube等社群媒體發送於聖誕節有關的訊息。

## 注解
- ^  注解1：“Behind the First Noel”，David van Biema著，《时代》杂志，2004年12月13日49-61页
- ^  注解2： 8世纪英格兰历史学家比德的《英吉利教会史》（Historia ecclesiastica gentis Anglorum）中包括了一封教宗額我略一世写给圣梅利多的信。当时梅利特斯正在去英格兰的路上，此行的目的是对异教的盎格鲁-撒克逊人展开传教工作。教宗建议如果让异教徒保持他们原有的一些习俗和传统可能会更容易的转化他们，但是同时他们要承认上帝是唯一的真神放弃他们的异教诸神（教宗指的“魔鬼”），“当时很多人对这样的结局很满意，表面上允许他们，他们可能更容易从内心受到上帝的仁慈的感化”[63]。尽管教宗从来都没有声明圣诞节是对异教徒的起码的让步，但是教宗批准了这样的作为“圣经可接受”的转化策略，指出上帝所了的比古代以色列人和他们的异教徒的牺牲更多的事情。
- ^  注解3： 在奥利弗·克伦威尔1645年占领英格兰後，圣诞节被当作清教徒们去除国家颓废的努力的一部分而被取消。在查理二世复辟后恢复圣诞节庆祝活动后，圣诞节又被证明是不受欢迎的。一些由移居到北美的英国清教徒独立派组成的朝圣者同样也不支持庆祝圣诞节。因此，在北美殖民地早期圣诞节并没有成为节日。事实上，从1659年到1681年间，在波士顿任何庆祝圣诞节的活动都被宣布为非法，违反者将被处以5先令的罚款。然而，另一方面，对于詹姆斯敦殖民地的人们来说，庆祝圣诞节却是自由的。圣诞节，常被视为英国人风俗的节日，美国人对它的喜爱程度在美国独立战争以后再次下降，以致于直到1870年6月26日它才被宣布为联邦的法定节日。
- ^  注解4： 见Stromateis，I，xxi in P.G.，VIII，888。

## 圣诞节的圖集

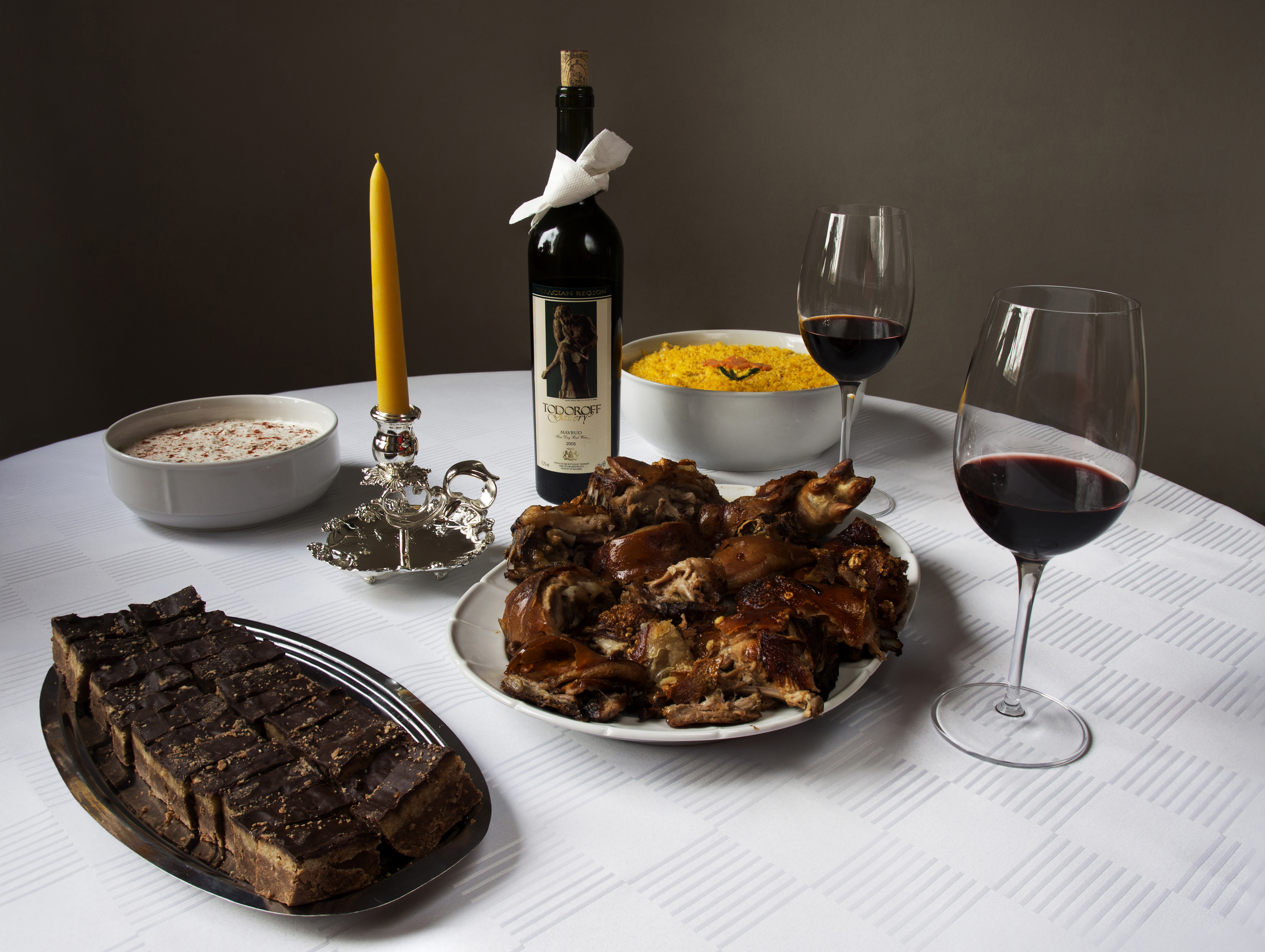
西方的圣誕晚餐
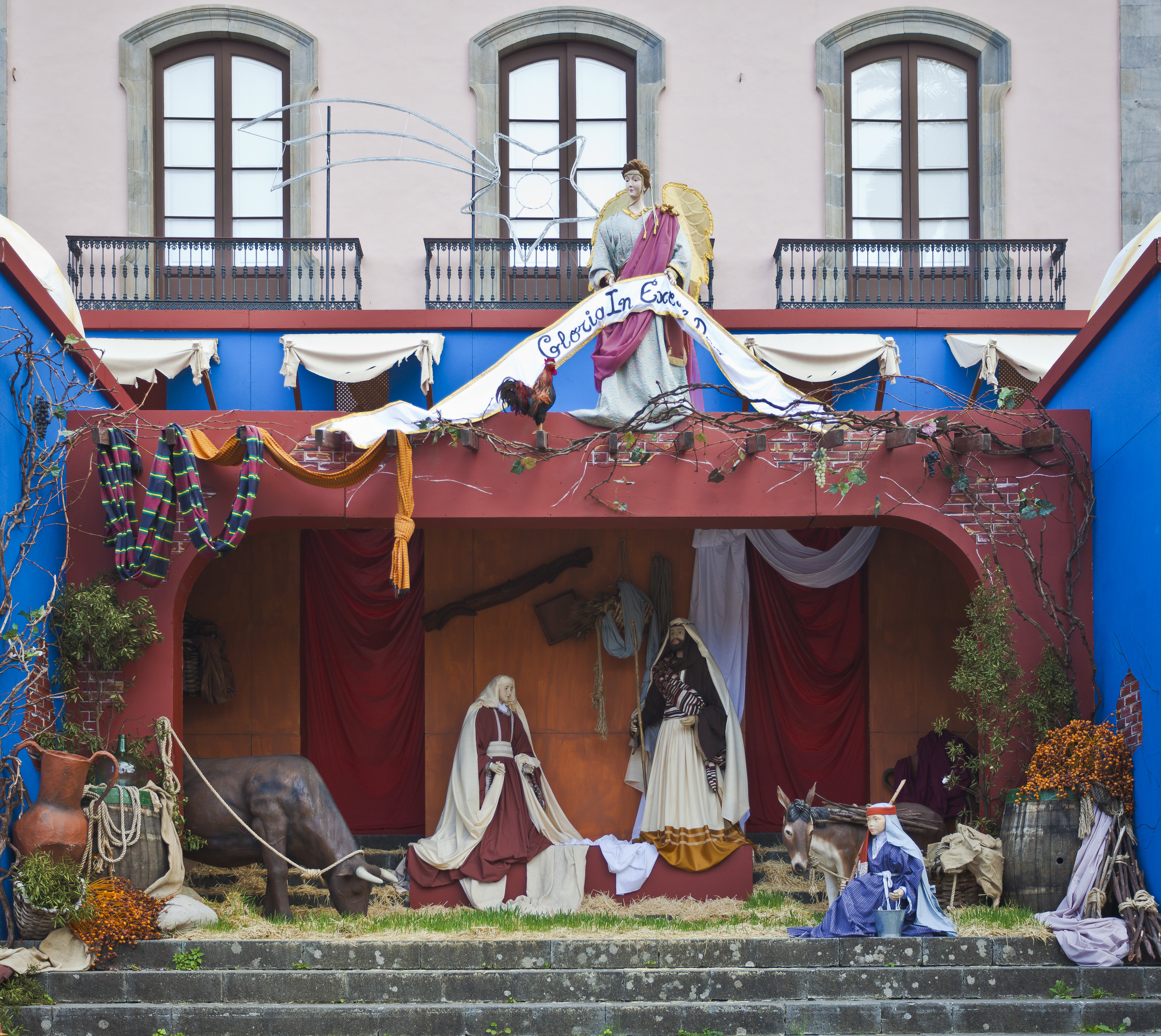
耶穌誕生的作品裝飾
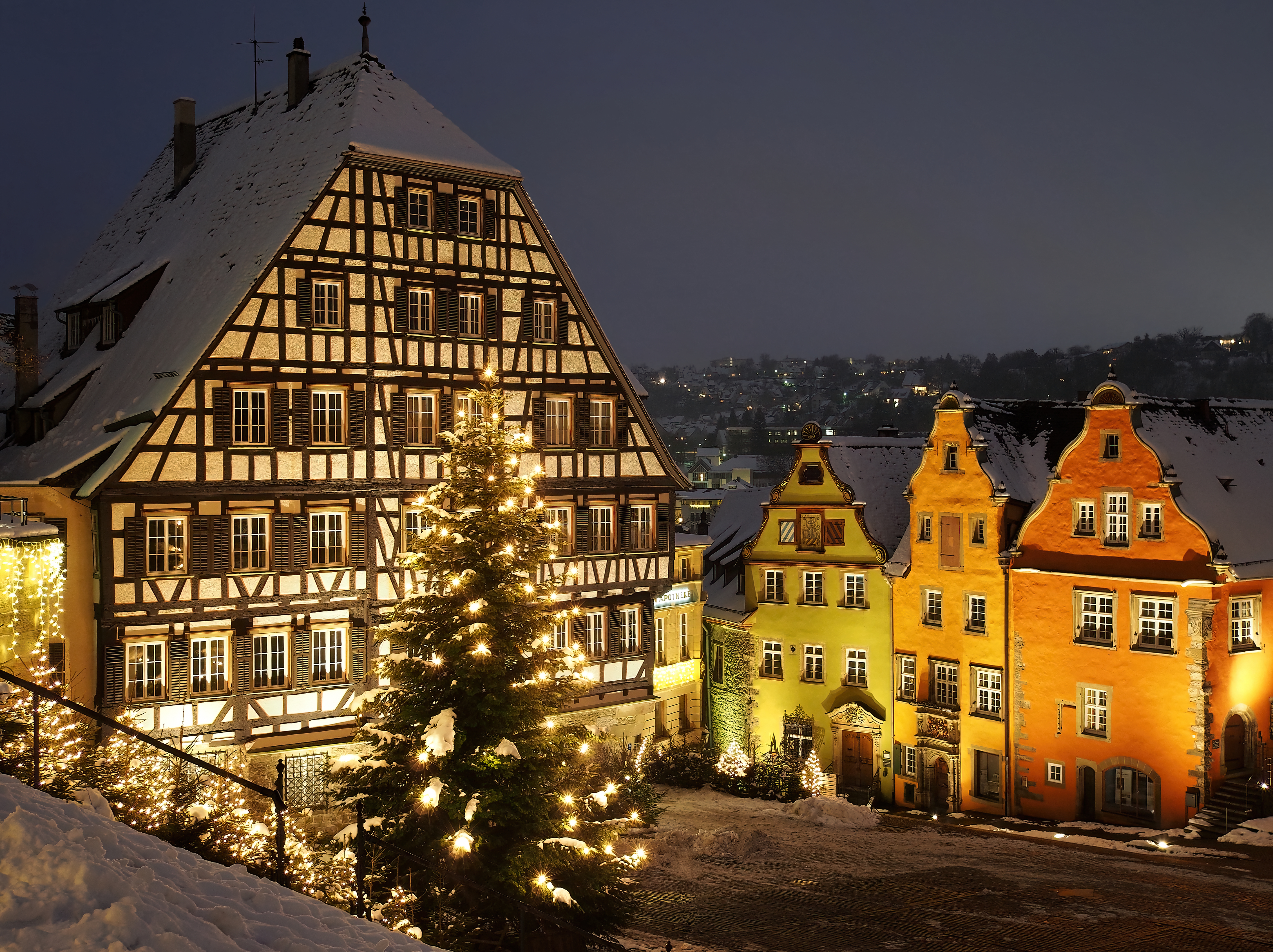
德國的聖誕装飾
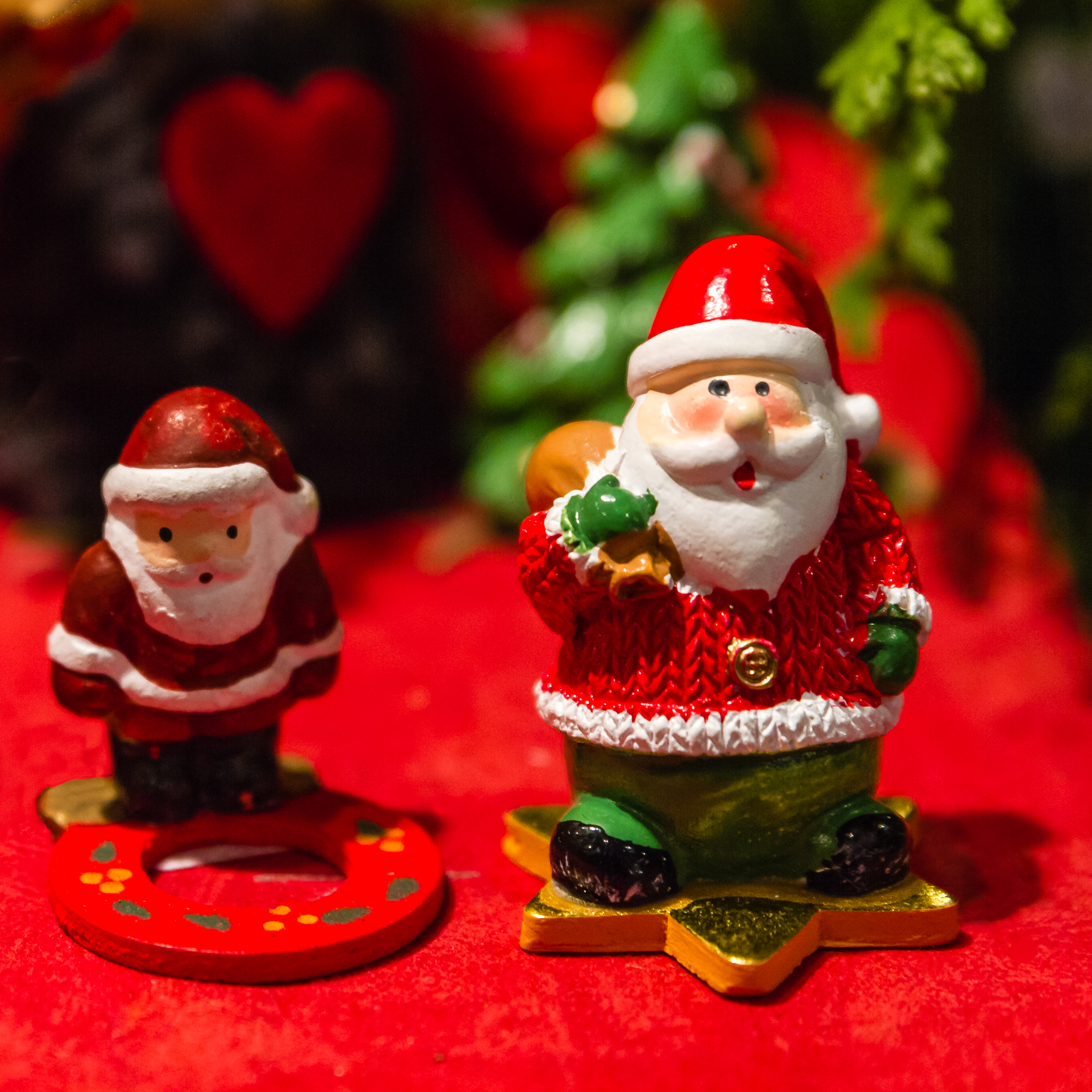
卡通化的聖誕老人
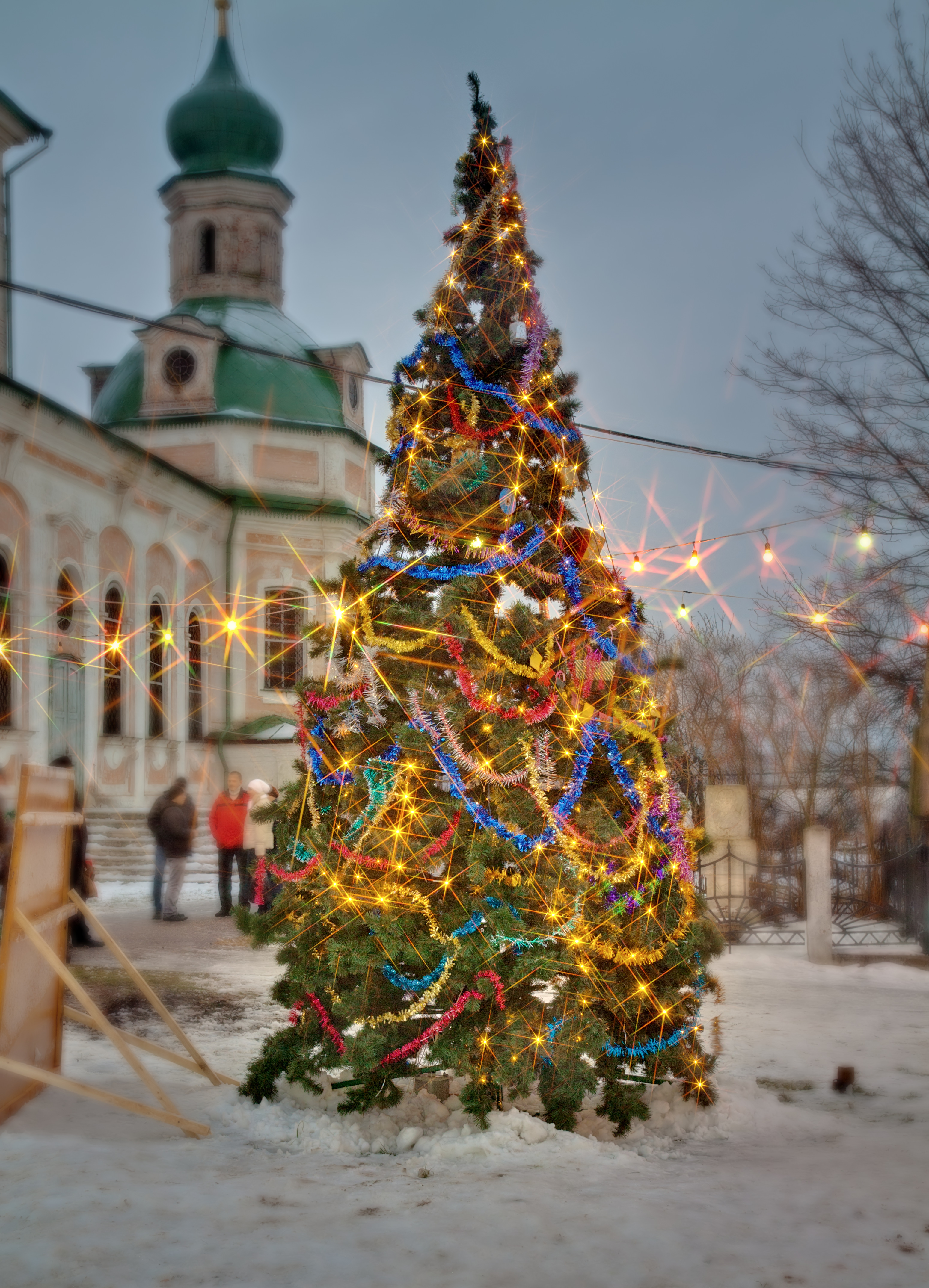
聖誕樹
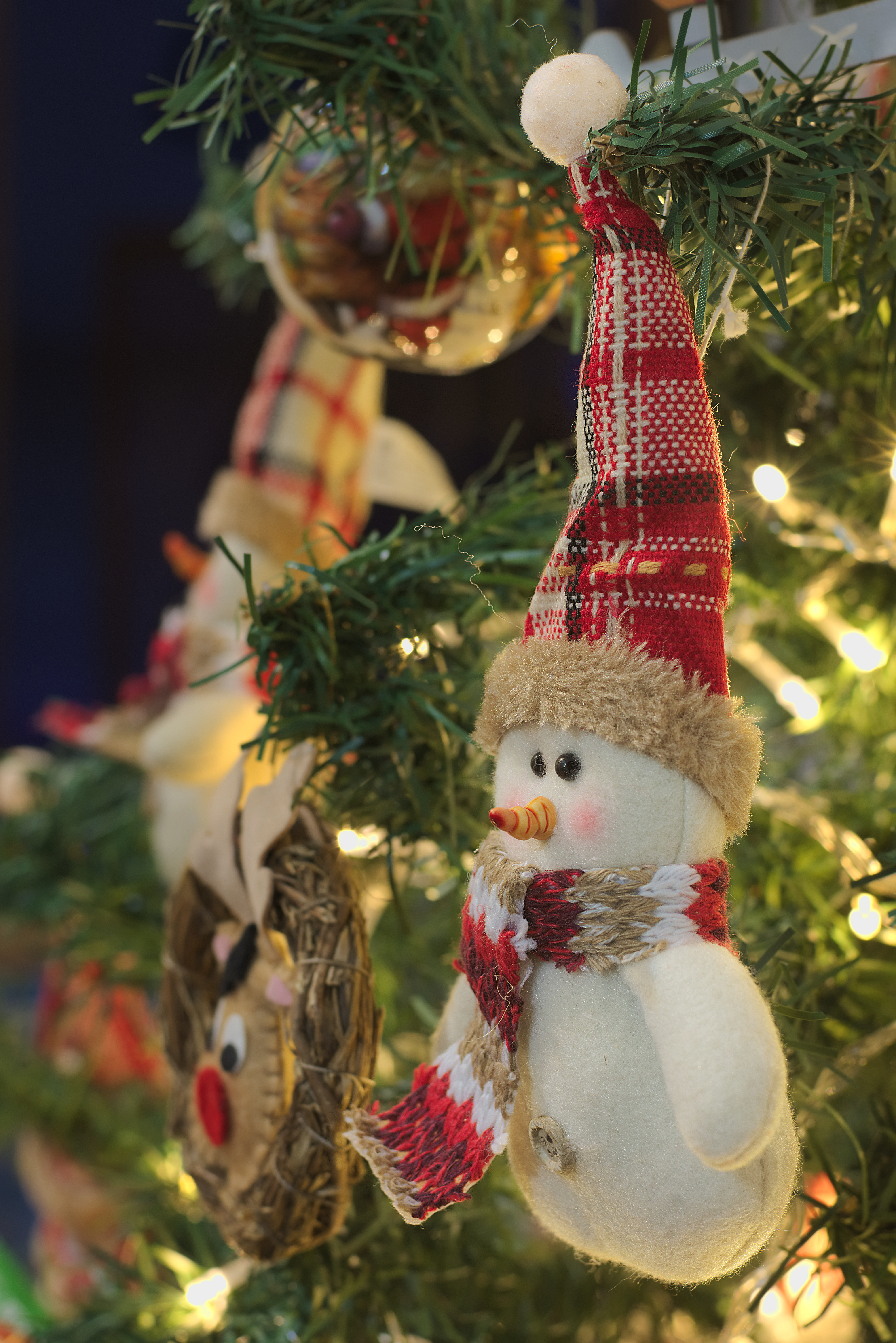
聖誕雪人
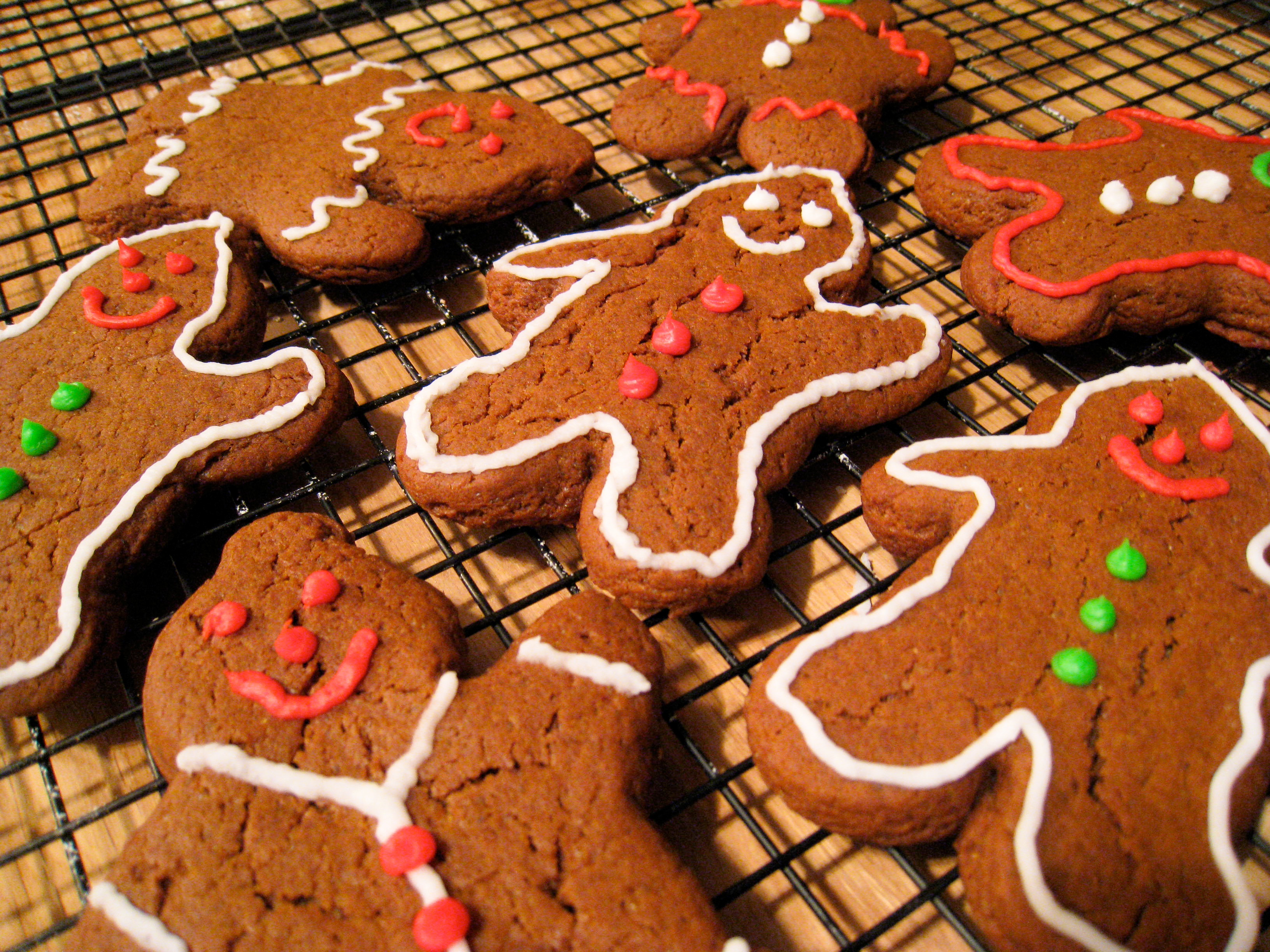
聖誕薑餅人
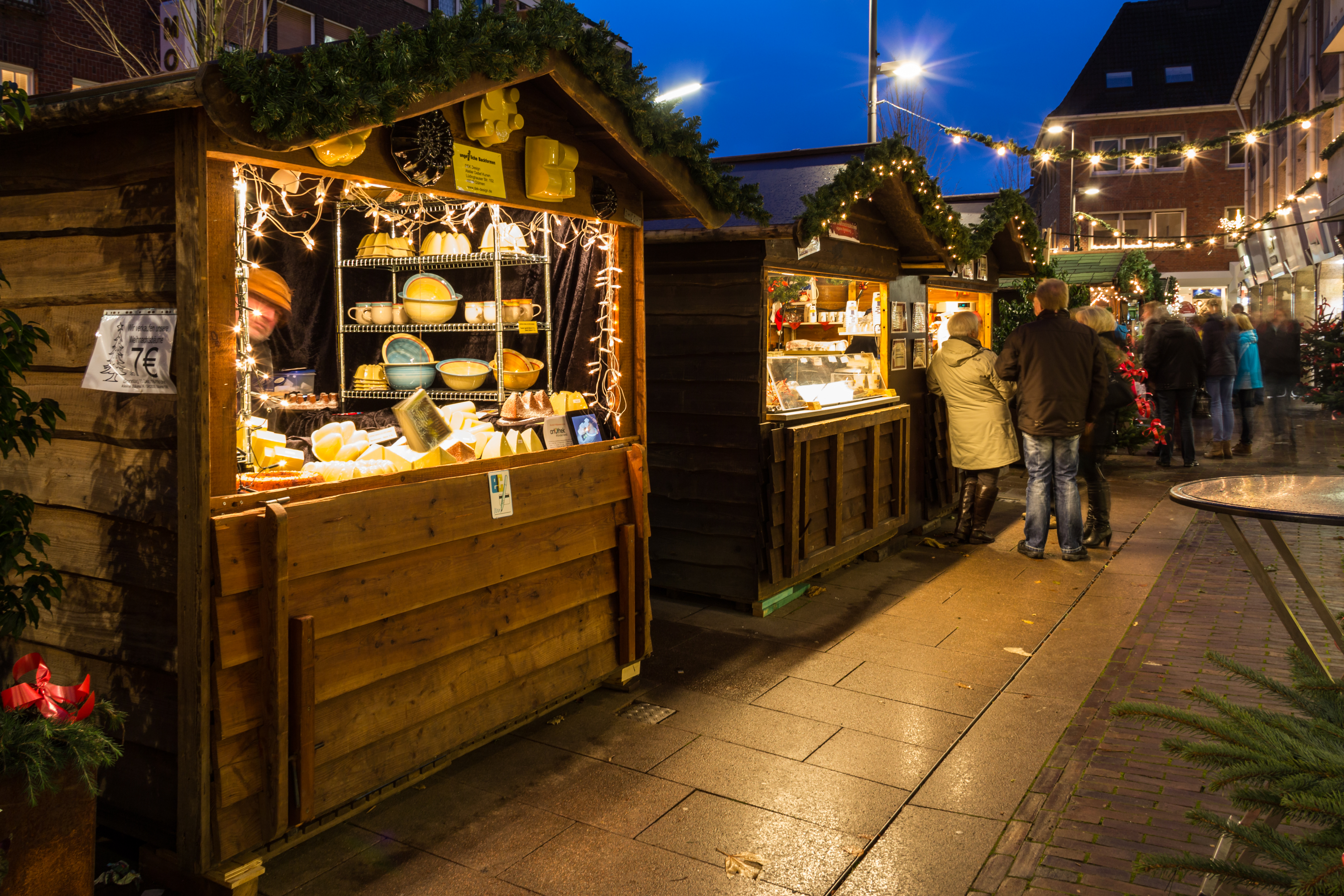
聖誕市集
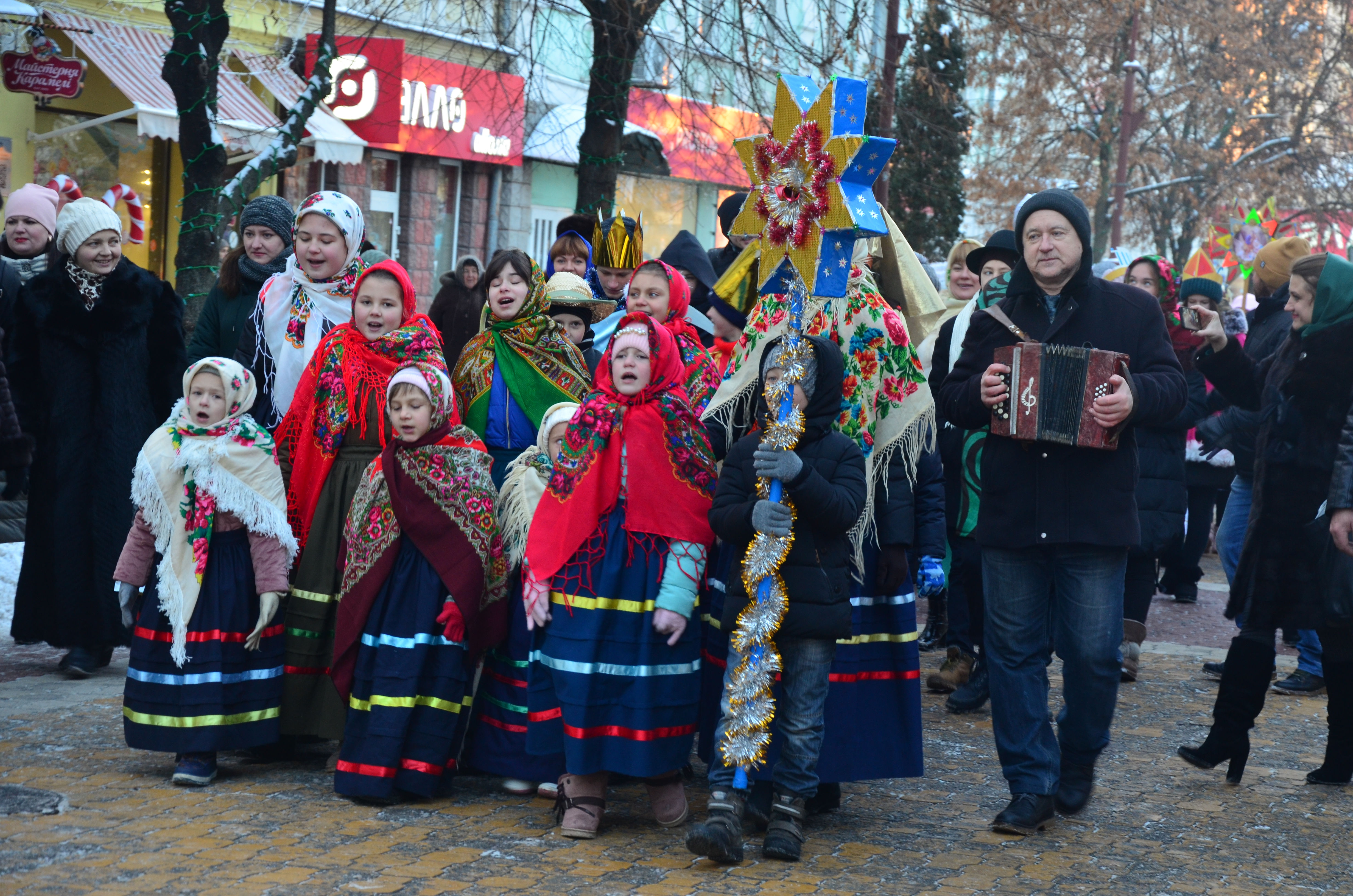
聖誕詩歌表演
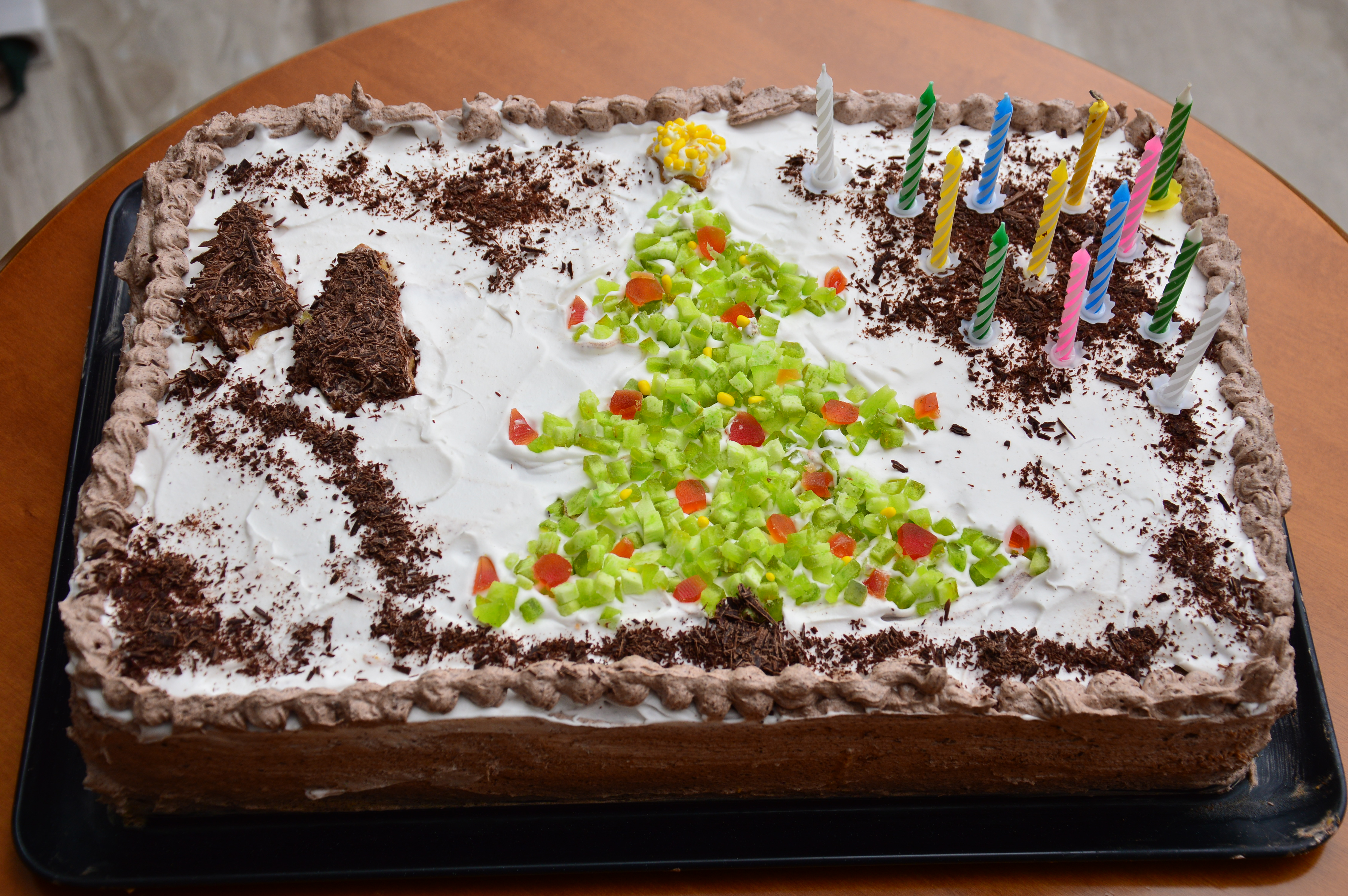
聖誕蛋糕

### 引用
^ 聯合聖經公會，聖經《新標點和合本》
1. ↑  .   [2023-12-24]. （原始内容存档于2024-01-11）.
2. ↑  .   [2020-10-04]. （原始内容存档于2020-08-23）.
3. ↑  .   [2023-11-03]. （原始内容存档于2023-06-03）.
4. ↑  .   [2023-11-02]. （原始内容存档于2023-11-03）.
5. ↑  O'Conner, Patricia T.; Kellerman, Stewart. . New York: Random House. 2009: 77. ISBN 9781400066605.
6. ↑  .   [2021-01-06]. （原始内容存档于2022-04-04）.
7. ↑   English, Adam C. (October 14, 2016). Christmas: Theological Anticipations. Wipf and Stock Publishers. pp. 70–71. ISBN 978-1-4982-3933-2.
8. ↑  English,Joy To The World:How Christ's Coming Changed Everything(and still does). Scott Hahn Page 158.
9. ↑  .   [2022-09-17]. （原始内容存档于2022-09-23）.
10. ↑  Hijmans, Steve. . Mouseion. 2003,. Vol. III: 377-398  [2022-09-17]. （原始内容存档于2022-09-23）.
11. ↑  記載
12. ↑  . 世界知識出版社. 1980 （简体中文）.
13. ↑  . 美國之音. 2017-12-26  [2018-01-23]. （原始内容存档于2017-12-27）.
14. ↑  . 2023-07-28  [2023-12-06]. （原始内容存档于2023-09-04） （英国英语）.
15. ↑  . 搜狐网. （原始内容存档于2016-12-24） （中文（简体））.
16. ↑  麦琪. . 中国网. 2007-12-19  [2016-12-24]. （原始内容存档于2013-06-22） （简体中文）.
17. ↑  .   [2017-12-24]. （原始内容存档于2017-12-24）.
18. ↑  . 新浪. 2011-12-26. （原始内容存档于2017-12-26）.
19. 1 2  . 网易. 2011-12-24. （原始内容存档于2017-12-26）.
20. ↑  . 广州日报. 2014-12-29  [2019-04-15]. （原始内容存档于2019-04-15）.
21. ↑  戴雨潇. . 观察者网. 2017-12-25. （原始内容存档于2017-12-29）.
22. ↑  莫华英. . 新华网. 2006-12-26  [2017-12-25]. （原始内容存档于2017-12-25）.
23. ↑  . 新快报. 2006-12-20  [2019-04-15]. （原始内容存档于2019-06-14）.
24. ↑  . 南方报业网. 2006-12-25  [2019-04-15]. （原始内容存档于2019-04-15）.
25. ↑  . 西安晚报. 2006-12-25  [2019-04-15]. （原始内容存档于2016-04-06）.
26. ↑  . www.sohu.com.   [2025-04-29].
27. ↑  . 人民日報. 2017-01-26  [2019-12-26]. （原始内容存档于2019-12-26）.
28. ↑  . BBC中文. 2017-12-25. （原始内容存档于2018-01-12）.
29. ↑  . 明報. 2018-12-26  [2018-12-26]. （原始内容存档于2018-12-27）.
30. ↑  .   [2020-12-24]. （原始内容存档于2020-12-24）.
31. ↑  . www.takungpao.com.   [2021-12-22]. （原始内容存档于2022-01-21）.
32. ↑  城市观察员. . 百度. 2020-12-08  [2021-12-22]. （原始内容存档于2022-04-04）.
33. ↑  . 新浪新聞中心. 2021-12-10  [2021-12-22]. （原始内容存档于2022-01-21）.
34. ↑  . new.qq.com.   [2021-12-22]. （原始内容存档于2022-01-21）.
35. ↑  生活常轻松. . k.sina.cn. 2018-01-03  [2021-12-22]. （原始内容存档于2022-01-21）.
36. ↑  川观新闻. . 百度.   [2021-12-22]. （原始内容存档于2022-04-04）.
37. ↑  . www.sohu.com.   [2021-12-22] （英语）.[]
38. ↑  . www.gxust.edu.cn.   [2021-12-22]. （原始内容存档于2021-12-22）.
39. ↑  头条新闻. . m.weibo.cn.   [2021-12-22]. （原始内容存档于2022-01-21）.
40. ↑  维权网. . 维权网. 2021-01-21  [2021-12-22]. （原始内容存档于2021-02-12）.
41. ↑  . BBC. 2020年11月27日  [2020-12-24]. （原始内容存档于2020-12-24）.
42. ↑  . 德国之声. 2020-11-27  [2020-12-24]. （原始内容存档于2020-12-24）.
43. ↑  . 東方日報. 2010-12-12  [2018-11-26]. （原始内容存档于2013-01-17）.
44. ↑  . 工商日報 (p.5). 1965-11-30  [2023-03-24].
45. ↑  . 工商晚報 (p.3). 1965-12-04  [2023-03-24]. （原始内容存档于2023-11-02）.
46. ↑  . 工商日報 (p.7). 1967-12-13  [2023-03-24].
47. ↑  . 工商日報 (p.6). 1969-12-08  [2023-03-24]. （原始内容存档于2023-11-02）.
48. ↑  . 香港01. 2016-12-02  [2018-11-27]. （原始内容存档于2018-11-27）.
49. ↑  . 星島日報. 2017-12-23  [2018-11-26]. （原始内容存档于2019-05-02）.
50. ↑  . 東方日報. 2014-12-24  [2018-11-26]. （原始内容存档于2018-11-26）.
51. ↑  . 香港01. 2017-12-07  [2018-11-26]. （原始内容存档于2018-11-26）.
52. ↑  本港昨日有近116萬人次出入境 當中逾69萬人次出境，香港電台，2024-12-26
53. ↑  . 蘋果日報. 2013-12-26  [2018-11-26]. （原始内容存档于2018-11-26）.
54. ↑  . 無綫新聞 - 新聞檔案. 2016-12-23  [2017-12-26]. （原始内容存档于2022-01-21） （粵語）.
55. 1 2 3  . 太陽報 (香港). 2011-12-22  [2018-12-26]. （原始内容存档于2012-01-09）.
56. ↑  KC Koo; Fion Tsang. . 明窗出版社. 2015  [2018-12-26]. ISBN 978-988-828-805-2. （原始内容存档于2018-12-26）.
57. ↑  . BBC中文网.   [2016-12-24]. （原始内容存档于2016-03-07） （繁体中文）.
58. ↑  . 大紀元. 2004-07-03. （原始内容存档于2012-05-19） （繁体中文）.
59. ↑  .   [2011-10-16]. （原始内容存档于2013-03-31）.
60. ↑  . 蘋果日報 (台灣). 2005-11-26  [2018-01-23]. （原始内容存档于2017-12-27）.
61. ↑  Storm.mg. . www.storm.mg. 2025-05-09  [2025-05-10] （中文（臺灣））.
62. ↑  .   [2012-01-03]. （原始内容存档于2012-01-10）.
63. ↑  .   [2016-12-14]. （原始内容存档于2001-11-24）.

### 中文
- 從教會史談聖誕節的起源

### 英文
- 挪威的聖誕（页面存档备份，存于）
- 網上的聖誕（页面存档备份，存于）
- 聖誕起源（英文）
- 聖誕節- 聖經應答者
- 日本的聖誕
- 聖誕歷史（页面存档备份，存于）
- 聖誕禮物的傳說（页面存档备份，存于）
- 天主教百科全書（页面存档备份，存于）：聖誕
- Christmas（页面存档备份，存于）

### 多語言
- 聖誕老人村（英語、芬蘭語）可寫信給聖誕老公公
- 传统的圣诞